# Демографический переход

Схема перехода, включая гипотетическую пятую фазу

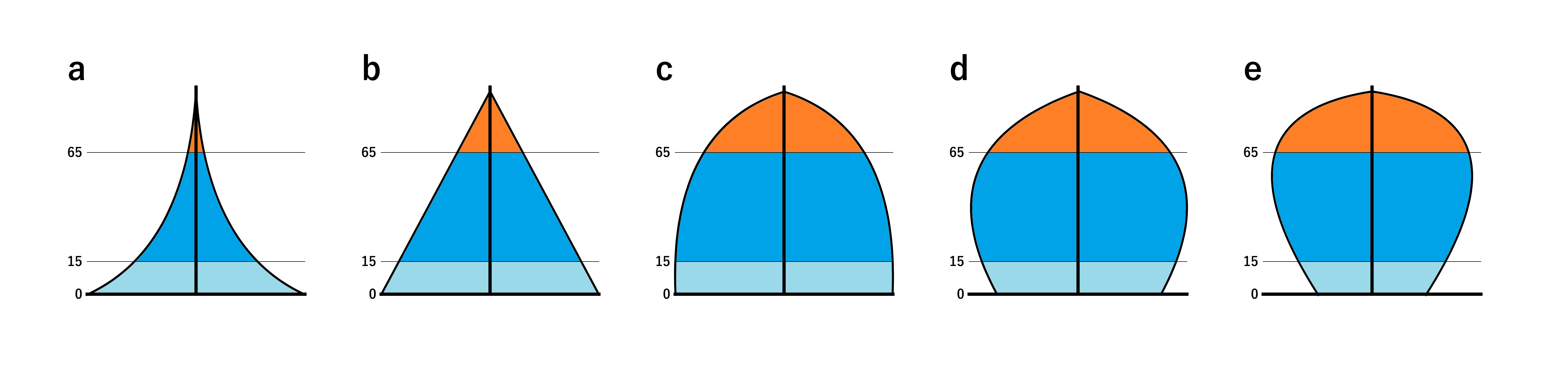
Схема перехода с альтернативной пятой фазой

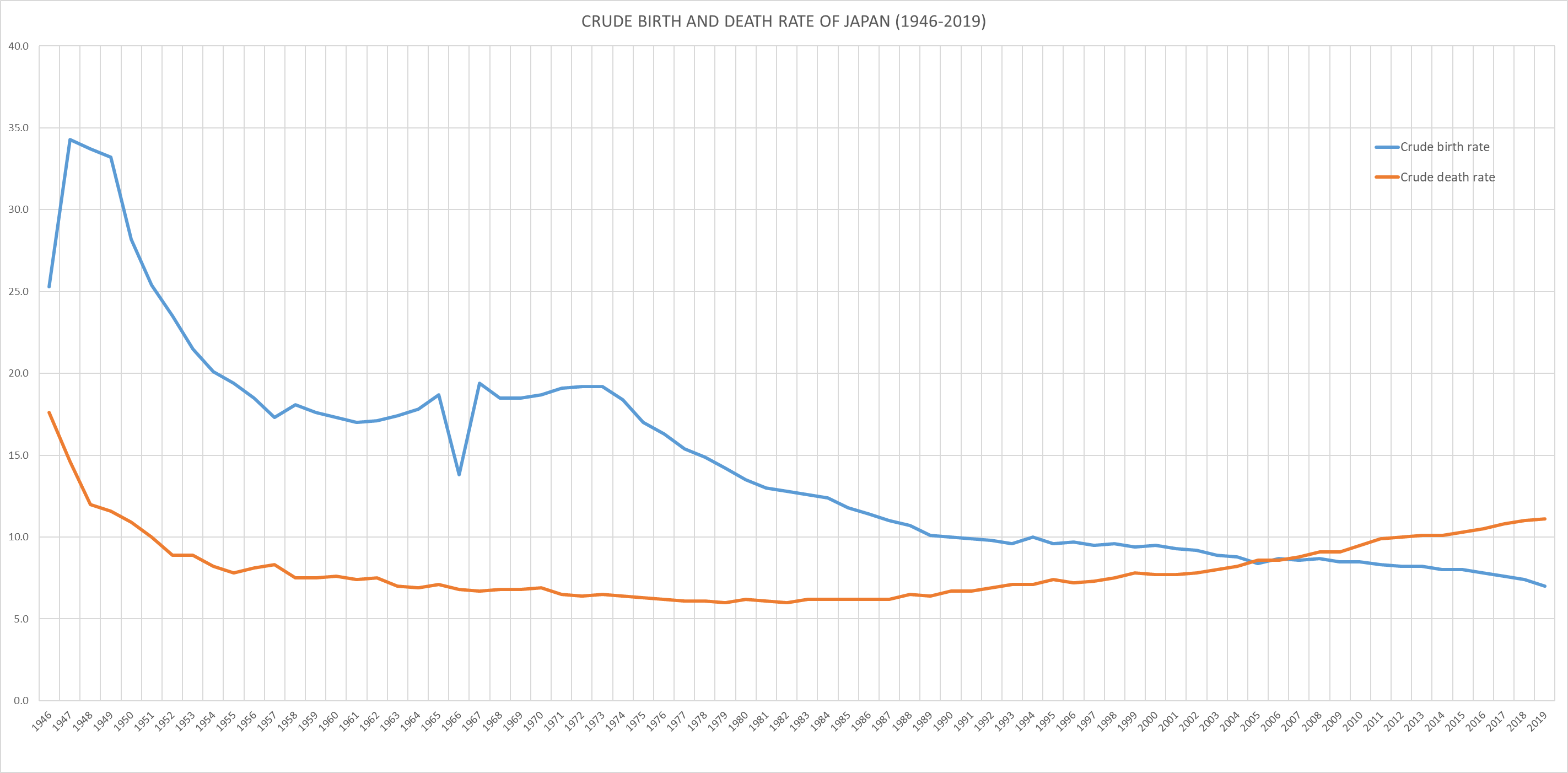
Уровень рождаемости и смертности в Японии в 1946—2019 годах

Демографический переход — длительный период снижения рождаемости и смертности, в результате чего воспроизводство населения сводится к простому замещению поколений, то есть рост населения останавливается и численность населения стабилизируется естественным образом. Происходит на протяжении нескольких поколений, трактуется как переход от относительного равновесия высокой смертности и высокой рождаемости в обществе, — к новому равновесию низкой рождаемости и низкой смертности. Демографический переход состоит из нескольких частных продолжительных переходов, связанных с модернизацией общества на разных этапах его социально-экономического развития. На первом этапе, из-за улучшения эффективности контроля над инфекционными заболеваниями, травмами, голодом и прочими причинами смертности, растёт продолжительность жизни и сохраняется высокая рождаемость в обществе («эпидемиологический переход»), на втором этапе («второй демографический переход»), из-за изменения отношения в обществе к институту семьи, брака, новым требованиям к содержанию, воспитанию и развитию детей (планирование семьи), происходит снижение рождаемости, с увеличением продолжительности жизни и снижением смертности, что приводит к старению общества, плавной депопуляции до установления следующего равновесного состояния между рождаемостью и смертностью. Демографический переход ведёт к постепенному снижению в мире суммарного коэффициента рождаемости и демографическому старению населения Земли (кроме Африки южнее Сахары). С 1990 по 2020 годы мировой суммарный коэффициент рождаемости снизился с 3,3 до 2,3 рождений на женщину

## Теория демографического перехода

Половозрастные пирамиды, характерные для разных стадий демографического перехода

Этот термин был впервые введён в научное обращение американским демографом Фрэнком Ноутстейном в 1945 году, хотя сходные идеи высказывались и прежде. Сама концепция демографического перехода приобрела особую популярность позднее, в связи с демографическими изменениями, происшедшими после Второй мировой войны в освободившихся от колониализма странах. В результате значительного снижения смертности (на первых порах главным образом из-за успешных противоэпидемических мероприятий) и сохранения высокого уровня рождаемости в этих странах резко ускорился рост населения, что получило название демографического взрыва. Было выяснено, что аналогичные изменения произошли в основном уже в XIX веке и в ныне экономически развитых странах, но в них резкое ускорение роста населения сопровождалось снижением уровня рождаемости и в конечном счёте стабилизацией роста населения. С другой стороны, достаточно быстрое снижение рождаемости наблюдается в настоящее время и в новых индустриальных странах, многие из которых (например, Турция) уже близки к завершению демографического перехода.
В концепции демографического перехода выделяются четыре последовательных этапа в демографической истории человечества. Обозначим коэффициент рождаемости через R(x), коэффициент смертности через S(x), тогда прирост коэффициента рождаемости будет R'(x), а коэффициента смертности будет S'(x).
- На первом этапе рождаемость и смертность приблизительно равны (R'(x)≈S'(x)), следовательно коэффициент естественного прироста минимален (прирост минимален). К 1750 году этап пройден промышленно развитыми странами.
- На втором коэффициент смертности снижается, в то время как коэффициент рождаемости остаётся высоким (R'(x)>>S'(x)), что приводит к максимальному приросту населения. К 1900 году этап пройден промышленно развитыми странами.
- На третьем коэффициент смертности всё ещё падает, а коэффициент рождаемости начинает быстро падать. К концу третьего этапа коэффициент рождаемости примерно равен уровню простого воспроизводства, а коэффициент смертности ниже уровня простого воспроизводства. (R(x) ≈ 2,1, S(x) < 2,1, где 2,1 — это уровень простого воспроизводства). К 1970-м годам этап пройден промышленно развитыми странами.
- Наконец, на четвёртом этапе коэффициент смертности падает до предела (S(x) падает), а рождаемость падает уже ниже уровня воспроизводства и становится равной коэффициенту смертности (S(x)≈R(x)). Процесс демографической стабилизации заканчивается.

В настоящее время наименее развитые страны мира (в основном страны Африки южнее Сахары) находятся на 1—2—3 этапах, развитые и уже многие развивающиеся страны — вышли на 4 этап, при этом во многих из них смертность превысила рождаемость и наблюдаются отрицательные показатели естественного прироста населения.
Переход от высоких уровней рождаемости и смертности к низким и получил название демографического перехода. Согласно такой периодизации, экономически развитые страны уже завершили демографический переход, а развивающиеся заканчивают второй и вступают в третий этап, то есть выходят из состояния демографического взрыва и приближаются к завершению демографического перехода.

## Данные по демографическому переходу в ряде стран
В настоящее время процесс демографического перехода завершили многие развивающиеся страны, включая Россию и Китай, и все развитые страны (кроме Израиля, где ещё сохраняющаяся высокая рождаемость (на уровне страны) в основном объясняется очень высокой рождаемостью в среде израильских арабов и евреев-ортодоксов). В последней фазе демографического перехода находятся большинство стран мира (кроме стран Африки южнее Сахары). К середине 2000-х годов в Иране, Турции и Тунисе рождаемость снизилась до уровня простого замещения поколений (и даже ниже — для Ирана и Туниса). В Иране рождаемость удалось снизить благодаря государственной политике ограничения рождаемости, начатой в 1989 году. Однако в 2010-х годах рождаемость в Иране и Тунисе вновь поднялась чуть выше уровня простого замещения поколений.
Число стран с уровнем рождаемости, недостаточным для полного замещения поколений, выросло с 13 в 1970 году до 66 в 2002 году. Общая численность населения этих стран достигла 46 % человечества. Тем не менее в абсолютном выражении население планеты продолжает быстро расти, ежегодно увеличиваясь на 70-80 млн человек, причём 97 % прироста приходится на самые экономически отсталые и аграрные страны Африки (на 2020 год, рост населения Африки на 2,49 % в год или на 32 533 952 человек), Азии (на 2020 год, рост населения Азии на 0,86 % в год или на 39 683 577 человек) и Латинской Америки (на 2020 год, рост населения Латинской Америки на 0,9 % в год или на 5 841 374 человек). По прогнозам ООН (2014 г.), к 2025 г. население Земли превысит 8 млрд человек, а к 2050 г. достигнет 9,6 млрд человек.

### Арабские страны
Начиная со второй половины 2000 годов рождаемость в ряде арабских стран вновь стала расти, что противоречит теории демографического перехода (в частности, в бедных, слабо развитых и с низким экономическим ростом и развитием странах). Так, в Алжире суммарный коэффициент рождаемости вырос с самого низкого в 2,403 ребёнка на женщину в 2002 году до 2,988 в 2019 году, в Египте — с 3,013 в 2006 году до 3,28 в 2019 году, в Тунисе — с 1,991 в 2005 году до 2,174 в 2019 году, в Ливане — с 1,925 в 2008 году до 2,075 в 2019 году. В более богатых странах рождаемость снижалась: в ОАЭ суммарный коэффициент рождаемости уменьшился с 2,644 ребёнка на женщину в 2000 году до 1,387 в 2019 году, в Катаре — с 3,236 в 2000 году до 1,846 в 2019 году, в Бахрейне — с 2,795 в 2000 году до 1,964 в 2019 году, в Кувейте — с 2,845 в 2000 году до 2,077 в 2019 году, в Саудовской Аравии — с 3,971 в 2000 году до 2,275 в 2019 году.. Но есть экономически слабо развитые арабские страны, где произошло снижение рождаемости, в частности, в Марокко суммарный коэффициент рождаемости снизился с 2,771 ребёнка на женщину в 2000 году до 2,382 в 2019 году, в Иордании — с 4,109 в 2000 году до 2,691 в 2019 году, в Ливии — с 2,851 в 2000 году до 2,206 в 2019 году, в Сирии — с 4,076 в 2000 году до 2,771 в 2019 году.

## Причины демографического перехода

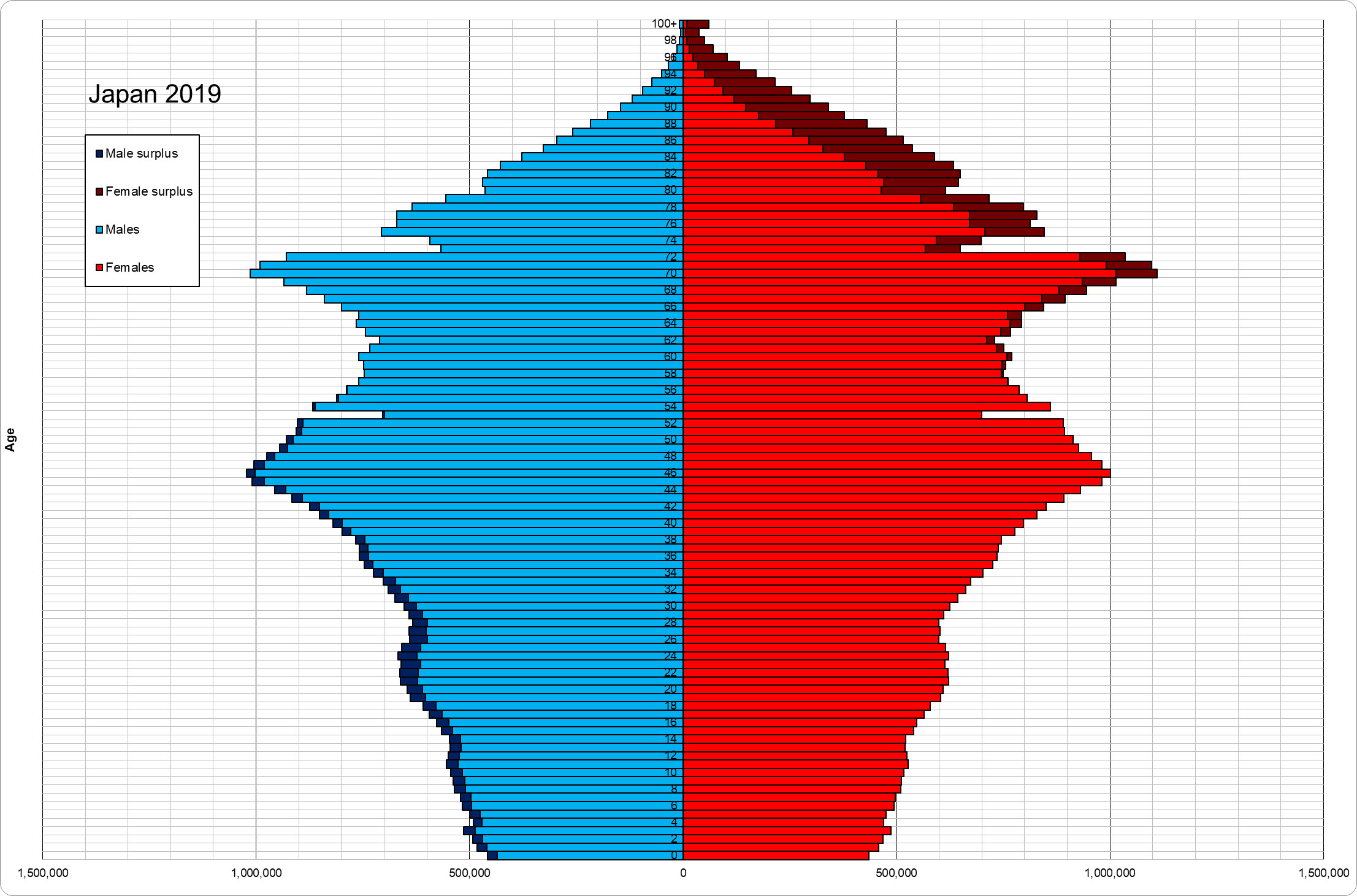
Возрастно-половая пирамида населения Японии по оценке на 2019 год. Японская нация — самая престарелая нация в мире.

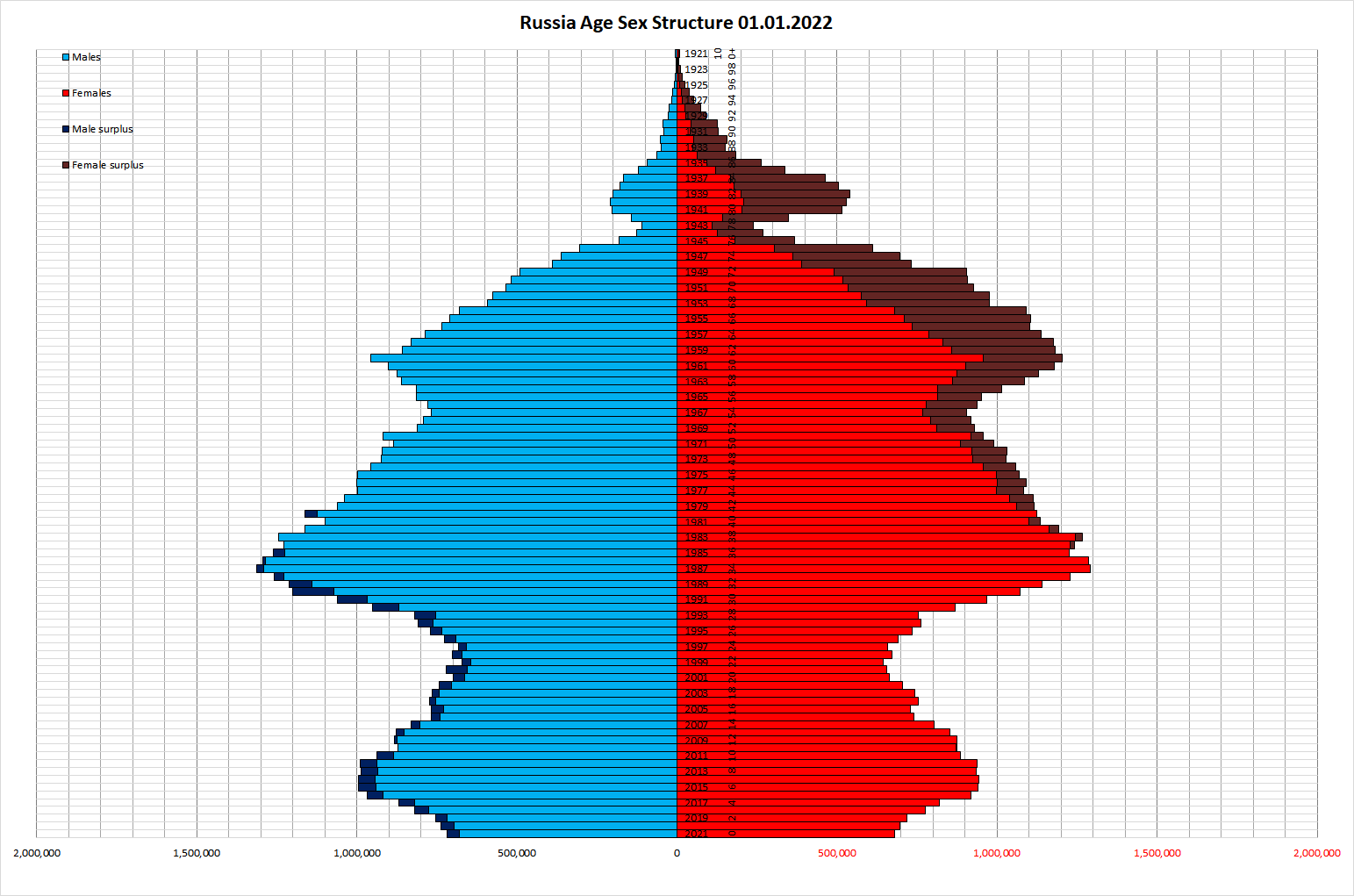
Возрастно-половая пирамида населения России (2022)

Начало демографического перехода связано с началом модернизационных процессов, ведущих к росту производства ВВП на душу населения, улучшению качества питания, санитарных условий, качества и доступности медицинского обслуживания и т. п., что в свою очередь приводит к значительному росту продолжительности жизни и падению смертности. Модернизационные процессы приводят в конечном счёте и к не менее заметному падению рождаемости, но происходит это с ощутимым запаздыванием.
Демографический переход можно представить как два быстрых процесса: преобразование фазы сельского выживания в фазу городского достатка и конденсацию фазы достатка в форме больших городов. Главный двигатель роста в конечном итоге остановит человечество и вернёт его к началу демографической эволюции. В аграрном обществе дети рассматривались как дополнительные рабочие руки в хозяйстве. Поэтому рождение детей имело экономический смысл. Кроме того, большое количество детей являлось гарантией продолжения рода в условиях высокой детской смертности. Урбанизация и труд на производстве разрушили этот тип поведения и привели к снижению рождаемости, чем больше поколений прожило в городе после миграции из деревни, тем ниже рождаемость. Наличие большого числа детей было также единственной надёжной гарантией благополучной старости родителей в условиях отсутствия пенсионной системы.
В развитом индустриальном обществе дети должны долгое время учиться в школе, чтобы получить квалификацию, соответствующую современным требованиям. Это приводит к их выключению из хозяйственной жизни. Дети из помощников превращаются в обузу для взрослых. Родители вынуждены тратить своё время и финансы для достижения детьми высокого образовательного уровня. Они предпочитают вырастить лишь одного-двух детей, так как большое количество детей в семье, как правило, отрицательно сказывается на их образовательном уровне и дальнейшей карьере. Кроме того, длительный период обучения способствует повышению среднего возраста женщины, рожающей первого ребёнка (с 16 до 25 лет и старше). В аграрном же обществе дети, работая вместе с родителями, приобретали необходимые трудовые навыки естественным путём.
Если в средневековье более богатые слои населения имели более высокую рождаемость, то ближе к нашему времени этот тренд сменился на противоположный: например, во Флоренции 1427 года бедные женщины в возрасте 30-34 лет в среднем имели 3,0 детей, средние слои 3,6, а богатые 4,9, но уже в 20 веке Италия показывала отрицательную связь между рождаемостью и уровнем образования с профессиональным рангом; во французском Руане 2 низших класса в 1670 году имели около 6 детей, а в 1789 году около 5 детей, наоборот 2 высших класса имели больше 7 детей в 1670 году и около 4 детей к 1789 году.
Практически все страны с высоким образовательным уровнем имеют низкие показатели рождаемости. И наоборот, лидеры по рождаемости имеют неграмотное население (в арабских странах 38 % населения старше 15 лет неграмотно, в странах «чёрной» Африки — 35 %). Исключением является Израиль, где, несмотря на очень высокую образованность, на женщину приходится 3,08 ребёнка, тогда как во всех странах ЕС — менее двух. Частично это обусловлено очень высокой рождаемостью евреев-ортодоксов (у любавических хасидов — в среднем 7,5 ребёнка на семью) и израильских арабов. Хотя все евреи грамотны, группа евреев-ортодоксов получает только религиозное образование и остаётся ориентированной на традиционные ценности, исключающие возможность демографического перехода.
Повышение образованности женщин ведёт к росту их независимости, а это является дополнительным фактором снижения рождаемости. Поскольку главная нагрузка по выхаживанию и воспитанию детей ложится на женщин, они не заинтересованы в многодетности.
Появились люди, отказывающиеся от деторождения (чайлдфри), и целые новые поколения молодёжи, такие как южнокорейские поколения Сампо и N-по, отказывающиеся от свиданий, брака и рождения детей, из-за социально-экономическим проблем, сопровождающих современную жизнь. Также появились целые новые поколения, которые из-за своего образа жизни имеют крайне низкие шансы завести детей такие как: хикикомори, поколение NEET, поколение Сатори, клубничное поколение, поколение Y, паразит-одиночка, травоядные мужчины, кидалт, синглтоны, твикстер, фурита, макджоб и т. д.
По мнению некоторых авторов системы пенсионного обеспечения также способствуют снижению совокупной рождаемости и мешают инвестициям в человеческий капитал детей, так как по мнению Алессандро Чиньо обеспечение старости является побудительным мотивом для заведения детей и доминирующим фактором увеличения рождаемости. Также Чиньо считает вполне доказанным, что охват населения пенсионной системой уменьшает рождаемость, хотя и увеличивает сбережения домохозяйств. По мнению Роберта Фенге и Беатрис Шойбель введение пенсий в Германии на рубеже 19 и 20 веков объясняет до 15 % снижения рождаемости в 1895—1907 годах.

## Концепция второго демографического перехода

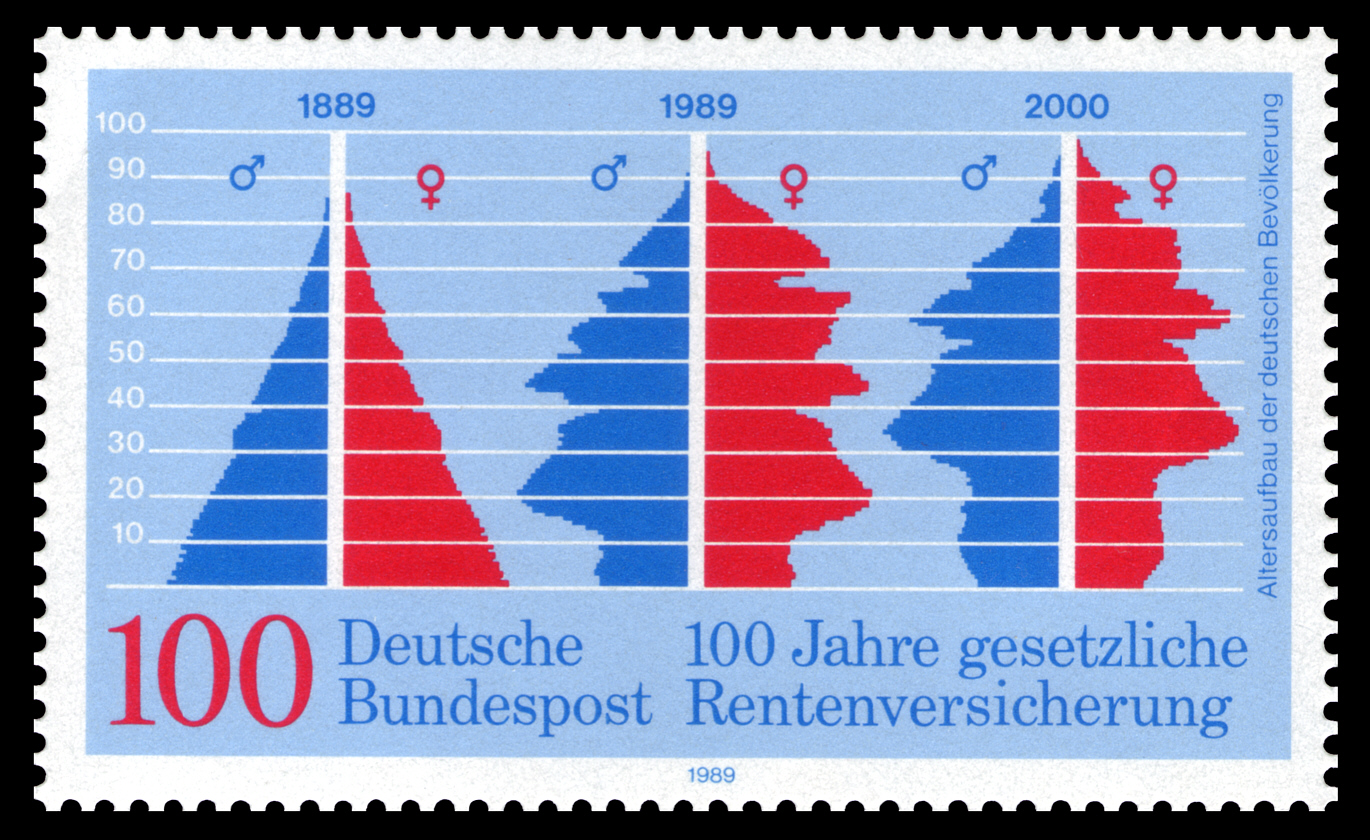
Марка ФРГ с половозрастными диаграммами 1889, 1989 и (прогнозом) 2000 года

Как попытка дать адекватное теоретическое объяснение современной и будущей ситуации, возникла гипотеза «Второго демографического перехода», происходящего в Европе (сходные идеи выдвигаются также в рамках гипотезы о пятой фазе демографического перехода). Авторы концепции второго демографического перехода Р. Лестег и Д. Ван де Каа доказывают, что современная демографическая ситуация и главная её особенность — снижение рождаемости ниже уровня, обеспечивающего простое воспроизводство населения — обусловлены принципиально иными причинами, по сравнению со снижением рождаемости во время первого демографического перехода (Lesthaeghe, van de Kaa 1986; van de Kaa 1987).
Основная идея, лежащая в основе концепции второго демографического перехода, была предложена в 1986 году. Ван де Каа (van de Kaa 1987) утверждает, что с середины 1970-х годов Европа вступила на новую стадию в её демографической истории. Он предполагает, что демографический переход XIX столетия необходимо рассматривать как первый переход. «Неожиданные», «запутанные» изменения в демографической ситуации с середины 1960-х годов отметили начало второго демографического перехода. К этому времени уже закончился послевоенный всплеск рождаемости и утвердилась долговременная тенденция к снижению рождаемости.
Среди исследователей нет ещё единого мнения обо всех причинах второго демографического перехода, но преобладает точка зрения, что он является следствием широкого распространения индивидуалистически ориентированной системы ценностей и соответствующего изменения норм поведения, в том числе и демографического. Происходит значительное увеличение степени свободы как в выборе индивидуальных целей, так и средств их достижения. Ван де Каа рассматривает второй демографический переход как результат движения общественного сознания от консерватизма к прогрессивности, при этом прогрессивность им понимается как толерантность и восприимчивость к новым ценностям и моделям поведения.
Он выделяет четыре основных черты этого перехода:
1. Переход от «золотого века» брака к его закату, то есть широкое распространение юридически неоформленных форм совместной жизни и альтернативных форм семьи.
2. Переход от детоцентристской модели семьи к индивидуалистически ориентированной «зрелой» паре партнёров с одним ребёнком.
3. Переход от превентивной контрацепции, предназначенной для предотвращения рождений ранних детей, к сознательному планированию рождения каждого ребёнка.
4. Переход от унифицированной модели к плюралистическим моделям семьи.

Таким образом, демографические изменения в шестидесятых годах — это результат изменения (ставшего весьма целеустремлённым, индивидуалистическим) поведения как мужчин и женщин по отдельности, так и непосредственно пар. В области брачности и рождаемости доступность новых, высокоэффективных средств контрацепции, часто сопровождаемая увеличенными возможностями совершения аборта и стерилизации, послужила неким катализатором.
Индустриальные страны действительно достигли нового уровня в своём демографическом развитии. При этом существует полный контроль над рождаемостью. И поскольку пары испытывают недостаток мотивации иметь более одного или двух детей, рождаемость опускается ниже уровня возмещения поколений. Вместе с тем ряду стран Северо-Западной Европы удалось в 1990-е годы добиться заметного роста рождаемости благодаря целенаправленным мерам по её стимулированию.

## Третий демографический переход
Некоторые авторы, такие как Коулмен (2006), обнаруживают уже и Третий Демографический Переход, обусловленный миграцией в страны с малой рождаемостью (то есть уже прошедшие Второй ДП). Коулмен использует пример Албании. На возможность такого Перехода указывал А. М. Кулишер ещё в 1930-х.

## Стабилизация численности населения мира

Прогноз численности населения в разных частях света (по данным ООН)

Большинство исследователей соглашается с тем, что непрерывный гиперболический рост населения Земли невозможен.
Профессор Капица предполагал (1999), что население Земли стабилизируется к 2100—2150 году на уровне 12—13 миллиардов человек. Сам процесс перехода придётся на период 2020—2030 годы. По прогнозам ООН, стабилизация наступит около 2100 года при численности в 11 млрд человек. Профессор Дэннис Медоуз и демограф Анатолий Вишневский (2004 г.) считают, что при достижении численности населения в 10-11 млрд наиболее вероятен резкий спад уровня жизни человечества, глобальный голод и социальные катаклизмы, в результате истощения невозобновляемых ресурсов, деградации сельхозугодий и биоресурсов морей и океанов, с последующим обвальным падением численности населения Земли до 2-3 млрд человек к 2100 году.
Директор Института демографии НИУ-ВШЭ Анатолий Вишневский полагает, что оптимальный способ сохранить в будущем стабильный уровень жизни всего населения планеты, в условиях текущего антропогенного разрушения окружающей среды и неизбежного истощения невозобновляемых ресурсов, — это постепенный возврат к численности населения Земли, которое было в середине XX века (около 2,5 млрд человек). В связи с этим, он считает положительной тенденцию снижения рождаемости ниже уровня воспроизводства поколений: «…на какое-то, довольно долгое время, всё человечество должно перейти к рождаемости, которая будет ниже уровня простого замещения поколений». Это лучше, чем обвальное сокращение населения мира вследствие нищеты, голода, войн и конфликтов за ресурсы.

## Прогнозы ООН
Согласно данным прогноза ООН 2019 года, рост населения Земли почти остановится к концу 21 века. Ожидается, что впервые в современной истории население мира практически прекратит расти к концу этого столетия, в значительной степени из-за падения мировых показателей рождаемости. Прогнозируется, что к 2100 году население мира достигнет приблизительно 10,9 миллиарда человек, а ежегодный прирост составит менее 0,1 % — резкое снижение по сравнению с нынешними темпами. В период с 1950 года по сегодняшний день население мира увеличивалось от 1 % до 2 % каждый год, а число людей выросло с 2,5 миллиардов до более 7,7 миллиарда. Глобальная рождаемость падает по мере старения мира. Согласно данным демографического прогноза ООН 2019 года, к 2050 году средний возраст населения земли составит 36 лет, каждый шестой человек в мире будет старше 65 лет (16 %), по сравнению с 2019 годом, когда средний возраст населения Земли составлял 31 год, и только 1 из 11 человек (9 %) был старше 65 лет. Согласно данным демографического прогноза ООН 2019 года к 2100 году средний возраст населения земли составит 42 года, а общий коэффициент рождаемости составит 1,9 рождения на одну женщину по сравнению с 2,5 на 2019 год. По прогнозам, к 2070 году этот показатель упадет ниже уровня воспроизводства населения (2,1 рождения на одну женщину). Между 2020 и 2100 годами число людей в возрасте 80 лет и старше увеличится с 146 миллионов до 881 миллиона. Начиная с 2073 года, по прогнозам, будет больше людей в возрасте 65 лет и старше, чем младше 15 лет — в первый раз в истории человечества. Факторами, способствующими увеличению среднего возраста, являются увеличение продолжительности жизни и снижение уровня рождаемости.
Африка — единственный регион мира, в котором, по прогнозам, будет наблюдаться значительный прирост населения до конца этого столетия. Ожидается, что в период с 2020 по 2100 год население Африки увеличится с 1,3 млрд до 4,3 млрд человек. Прогнозы показывают, что этот прирост будет достигнут главным образом в странах Африки к югу от Сахары, численность населения которых к 2100 году ожидается вырастет более чем в три раза. По прогнозам, в регионах, которые включают США и Канаду (Северная Америка), а также Австралию и Новую Зеландию (Океанию), будет происходить рост населения на протяжении всего столетия, но более медленными темпами, чем в Африке. Прогнозируется, что рост населения Африки будет оставаться сильным в течение всего этого столетия. Ожидается, что численность населения Европы и Латинской Америки к 2100 году сократится. Ожидается, что в 2021 году население Европы достигнет пика в 748 миллионов человек. Ожидается, что регион Латинской Америки и Карибского бассейна превзойдёт Европу по численности населения к 2037 году, а в 2058 году достигнет пика в 768 миллионов. Ожидается, что население Азии увеличится с 4,6 млрд в 2020 году до 5,3 млрд в 2055 году, а затем начнет сокращаться. Ожидается, что население Китая достигнет пика в 2031 году, а население Японии и Южной Кореи, как ожидается, сократится после 2020 года. Ожидается, что население Индии будет расти до 2059 года, когда оно достигнет 1,7 миллиарда человек. Между тем Индонезия — самая густонаселённая страна в Юго-Восточной Азии — по прогнозам достигнет своего пика в 2067 году. В регионе Северной Америки ожидается, что миграция из остального мира будет основной движущей силой продолжающегося роста населения. Ожидается, что численность иммигрантов в Соединённых Штатах в ближайшие 80 лет (с 2020 по 2100 год), согласно прогнозам ООН, увеличится на 85 миллионов человек. В Канаде миграция, вероятно, будет ключевым фактором роста, поскольку ожидается, что число смертей в Канаде превысит число рождений.
К 2100 году 5 из 10 крупнейших по населению стран мира, по прогнозам, будут в Африке. По прогнозам, на шесть стран будет приходиться более половины прироста населения мира до конца этого столетия, а пять будут находиться в Африке. Ожидается, что население мира вырастет примерно на 3,1 миллиарда человек в период с 2020 по 2100 год. Более половины этого прироста ожидается в Нигерии, Демократической Республике Конго, Танзании, Эфиопии и Анголе, а также в одной неафриканской стране (Пакистан). По прогнозам, к 2100 году пять африканских стран войдут в первую десятку стран мира по населению. Прогнозируется, что к 2027 году Индия превзойдёт Китай как самую густонаселённую страну мира. К 2059 году её население достигнет пика в 1,7 миллиарда человек. Между тем, согласно прогнозам, Нигерия превзойдёт США как третью по величине населения страну в мире в 2047 году. Ожидается, что в период с 2020 по 2100 год 90 стран потеряют население. Ожидается, что две трети всех стран и территорий в Европе (32 из 48) потеряют население к 2100 году. В Латинской Америке и Карибском бассейне ожидается сокращение половины населения региона из 50 стран. Напротив, между 1950 и 2020 годами только шесть стран в мире потеряли население, из-за гораздо более высоких показателей рождаемости и относительно более молодого населения в последние десятилетия. Ожидается, что к 2100 году половина детей, рождённых во всём мире, будут рождены в Африке. Африка перегонит Азию по количеству рождённых детей к 2060 году. Половина всех рождённых детей в мире, как ожидается будет в Африке к 2100 году, по сравнению с тремя из десяти всех рождённых детей мира в 2019 году. Ожидается, что в период с 2020 по 2100 год в Нигерии родится 864 миллиона детей, что является самым большим показателем среди африканских стран. По прогнозам, число рождений в Нигерии к 2070 году превысит число рождений в Китае. Между тем, согласно прогнозам, к концу этого столетия в Азии родится примерно треть детей мира, по сравнению с примерно половиной сегодня и с 65 % в период 1965-70 годов.
В 1950 году в регионе Латинской Америки и Карибского бассейна было одно из самых молодых населений мира; к 2100 году ожидается, что в регионе Латинской Америки и Карибского бассейна будет самое старое население из всех регионов мира, что резко контрастирует с XX веком. В 1950 году средний возраст региона составлял всего 20 лет. По прогнозам, к 2100 году эта цифра увеличится более чем в два раза — до 49 лет. Данная закономерность очевидна при взгляде на отдельные страны региона. Например, в 2020 году ожидается, что средний возраст будет в Бразилии (33 года), Аргентине (32 года) и Мексике (29 лет), что будет ниже, чем средний возраст в США (38 лет). Однако к 2100 году население всех этих трёх латиноамериканских стран, согласно прогнозам, будут старше населения США. Средний возраст составит 51 год в Бразилии, 49 лет в Мексике и 47 лет в Аргентине, по сравнению со средним возрастом 45 лет в США. Ожидается, что в Колумбии будет самый сильный рост среднего возраста населения, он вырастет более чем втрое между 1965 и 2100 годом — с 16 до 52 лет.
Прогнозируется, что в Японии в 2020 году будет самый высокий средний возраст населения среди всех стран мира — 48 лет. Ожидается, что средний возраст Японии продолжит расти, пока не достигнет пика в 55 лет в 2065 году. Ожидается, что он будет ниже в 2100 году (54 года). Ожидается, что к 2100 году страной с самым высоким средним возрастом населения станет Албания со средним возрастом 61 год.
Согласно данным прогноза ООН 2022 года, ожидается, что население Земли вырастет до 9 миллиардов к 2037 году и до 10 миллиардов к 2058 году. В дальнейшем будет наблюдаться значительное снижение темпов роста населения. Если в 1963 году прирост населения Земли составил 2,3 %, то к 2022 году он снизился до 0,8 %, и, как ожидается к 2060 году уменьшится до 0,3 %, а в 2075 году — до 0,1 %. Прогноз ООН 2022 года содержит следующие положения:

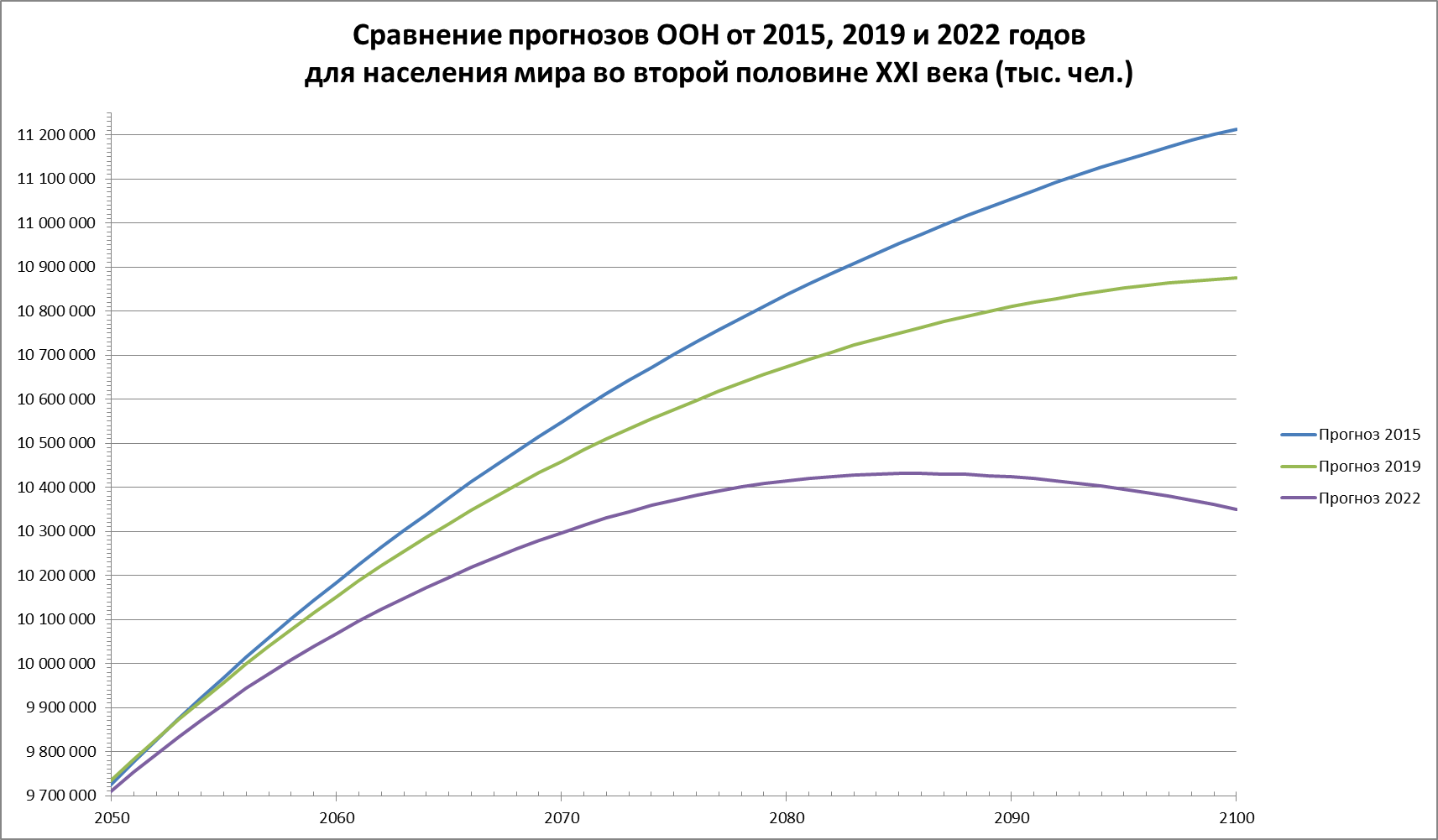
Сравнение прогнозов ООН от 2015, 2019 и 2022 годов для населения Земли на вторую половину XXI века

- Согласно оценке на 1 июля 2022 года население Земли составляет 7975 млн человек, в том числе в Азии — 4723 млн, в Африке — 1427 млн, в Латинской Америке и Карибском бассейне — 660 млн, в Европе — 744 млн, в Северной Америке — 377 млн, в Австралии и Океании — 45 млн.
- 15 ноября 2022 года население планеты достигло 8 миллиардов человек.
- Прогнозируется, что в целом население планеты будет расти до 2086 года и достигнет 10,43 миллиарда человек, причём прирост этот будет обеспечиваться в основном странами Африки южнее Сахары. Население этих стран увеличится с 1,2 млрд. в 2022 году до 2,1 млрд. к 2050 году и до 3,44 млрд. к 2100 году.
- Согласно прогнозу, в 2100 году в мире будет проживать 10,36 млрд чел., в том числе в Азии — 4,7 млрд, в Африке — 3,9 млрд, в Латинской Америке и Карибском бассейне — 647 млн, в Европе — 587 млн, в Северной Америке — 448 млн, в Австралии и Океании — 69 млн. Таким образом, прогноз ООН 2022 года прогнозирует уже начало снижения населения Земли в XXI веке в сравнении с более ранними прогнозами (в прогнозах 2015 и 2019 годов предполагалось, что население Земли будет расти в течение всего XXI века).
- Причинами снижения темпов роста и перехода к снижению населения Земли являются урбанизация, старение населения планеты и снижение рождаемости. В 1950 году медианный возраст населения Земли (делящий население на две равные части — младше и старше данного возраста) составлял 22 года, в 2022 году увеличился до 30 лет, а в 2100 году, как ожидается, он достигнет отметки в 42 года. Как ожидается, в 2100 году население будет наиболее старым в таких странах как Албания (медианный возраст — 63 года), Южная Корея (59 лет), Китай (57 лет), а наиболее молодым — в Нигере (30 лет) и Чаде (32 года). Прогнозируется, что доля пожилых людей старше 65 лет в мировом населении увеличится с 9,8 % в 2022 году до 16,5 % в 2050 году и 24 % в 2100 году. При этом доля детей до 15 лет уменьшится с 25 % в 2022 году до 16,5 % в 2100 году.
- Среднемировой суммарный коэффициент рождаемости в мире будет постепенно снижаться в течение XXI века: если в 1963 году он составлял 5,32 рождений на женщину и уменьшился до уровня 2,3 рождений на женщину в 2022 году, то в дальнейшем по прогнозу он снизится до: 2,15 рождений на женщину в 2050 году и 1,84 рождений на женщину в 2100 году. Ожидается, что в конце XXI века рождаемость выше уровня простого воспроизводства населения сохранится только в Вануату в Полинезии и 7 странах Африки южнее Сахары — Нигере, Бенине, Кот-д'Ивуаре, Того, Майотте, Сенегале и Чаде. В 2100 году в Африке родятся 48 % от всех детей, рождённых во всем мире.
- В прогнозе отмечается, что уже по состоянию на 2022 год две трети мирового населения проживают в странах, в которых суммарный коэффициент рождаемости ниже 2,1 рождений на женщину (то есть ниже уровня воспроизводства населения). В Европе, Северной Америке, Азии, Латинской Америке и Карибском бассейне коэффициент рождаемости упал ниже 2 рождений на женщину (в среднем по каждому из этих регионов). Население Азии, Латинской Америки и Карибского бассейна, однако, продолжит расти ещё некоторое время по инерции, в связи с, в среднем, ещё относительно молодым населением.
- Согласно прогнозу население Азии пройдёт максимальное значение в 2055 г. (5,3 млрд.), а население Латинской Америки и Карибского бассейна — в 2056 г. (752 млн.). После прохождения пиковых значений население этих регионов начнёт сокращаться. Для Азии, Латинской Америки и Карибского бассейна, а также Африки в течение XXI века прогнозируется большое отрицательное сальдо миграции (минус 176 млн чел. за 2022—2100 годы для этих регионов вместе взятых).
- Ожидается, что население Северной Америки, а также Австралии и Океании будет расти в течение всего XXI века, в том числе, за счёт положительного сальдо миграции (за 2022—2100 годы сальдо миграции составит 101 млн чел. для Северной Америки и 11 млн чел. для Австралии и Океании). Прогнозируется, что в Северной Америке миграция станет главной причиной роста населения, а естественный прирост в этом регионе уйдёт в область отрицательных величин с 2042 года.
- Население Европы прошло максимальное значение в 2020 г. (746 млн.) и ожидается, что в дальнейшем оно будет уменьшаться, несмотря на то, что в этом регионе убыль населения, из-за его старения и снижения рождаемости будет частично компенсироваться положительным сальдо миграции (64 млн чел. за 2022—2100 годы).
- Прогнозируется, что между 2020 и 2050 годами население 61 страны уменьшится на 1 % или более. Среди стран с населением не менее полумиллиона человек наибольшая убыль населения (свыше 20 % до 2050 года) предполагается в части посткоммунистических стран Европы — в Литве, Латвии, Украине, Болгарии, Сербии и т. д.
- Крупнейшими по населению странами в течение XXI века останутся Индия и Китай. Население Индии и Китая на 1 июля 2022 год составило, соответственно, 1417 и 1426 млн человек, причём ожидается, что в 2023 году Индия обгонит Китай и выйдет на первое место по населению. Прогнозируется, что с 2022 года население Китая начнёт уменьшаться и к концу XXI века составит 781 млн чел., а население Индии будет расти до 2064 года, когда оно достигнет 1,7 млрд чел., но затем также начнёт сокращаться (до 1,5 млрд чел. к 2100 году). Ожидается, что кроме Индии и Китая в первой десятке стран по населению в 2100 году также будут Нигерия (546 млн.), Пакистан (487 млн.), Демократическая Республика Конго (432 млн.), США (394 млн.), Эфиопия (324 млн.), Индонезия (297 млн.), Танзания (245 млн.) и Египет (205 млн.). Прогнозируется, что в 2100 году Россия с населением 112 млн чел. останется крупнейшей по населению страной Европы, но займёт лишь 20-е место в мировом рейтинге.

## Прогноз Вашингтонского университета
| 7-8 детей 6-7 детей 5-6 детей 4-5 детей | 3-4 детей 2-3 детей 1-2 детей 0-1 детей |

Карта медианного возраста (от и до) в разных странах по состоянию на 2018 год. Самое молодое население Земли в основном сосредоточено в странах Африки южнее Сахары

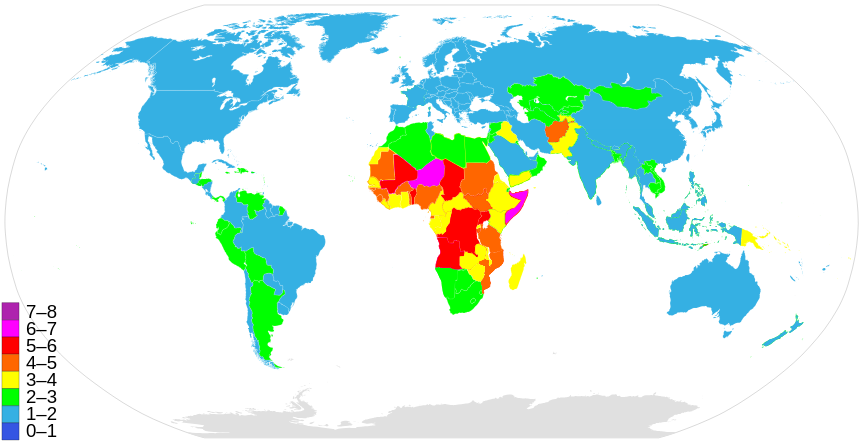
Карта стран мира по суммарному коэффициенту рождаемости по состоянию на 2020 год. Самый высокий на Земле суммарный коэффициент рождаемости наблюдается в основном в странах Африки южнее Сахары
7-8 детей
6-7 детей
5-6 детей
4-5 детей
3-4 детей
2-3 детей
1-2 детей
0-1 детей

Карта стран мира по темпу роста населения в процентах с учётом рождаемости, смертности, иммиграции и эмиграции в 2018 году. Самый высокий темп роста населения Земли наблюдается в основном в странах Африки южнее Сахары

По данным прогноза Вашингтонского университета, опубликованного в медицинском журнале The Lancet 14 июля 2020 года, население мира достигнет пика в 2064 году и составит около 9,73 миллиарда, а затем снизится до 8,79 миллиарда к 2100 году, что на 2 миллиарда меньше, чем прогноз ООН 2019 года. Разница в цифрах между прогнозами ООН и Вашингтонского университета в значительной степени зависит от уровня рождаемости. Уровень воспроизводства населения (2,1 рождений на одну женщину), необходимого для поддержания численности населения на одном уровне. Прогноз ООН предполагает, что в странах с низкой рождаемостью на сегодняшний момент суммарный коэффициент рождаемости со временем вырастет до 1,8 ребёнка на женщину. Однако данные прогноза Вашингтонского университета показывают, что по мере того, как женщины становятся более образованными и получают доступ к услугам в области репродуктивного здоровья, они в среднем предпочитают иметь менее 1,5 детей, что как следствие ускоряет снижение рождаемости и замедляет рост населения, а затем и ускоряет его снижение. Прогнозируется, что глобальный СКР будет неуклонно снижаться с 2,37 в 2017 году до 1,66 в 2100 году, что намного ниже уровня воспроизводства населения (2,1 рождений на одну женщину), необходимого для поддержания численности населения на одном уровне. Даже незначительные изменения СКР приводят к большим различиям в численности населения между странами мира: увеличение мирового СКР всего на 0,1 рождения на женщину эквивалентно увеличению примерно на 500 миллионов человек населения на планете Земля к 2100 году. Страны, в которых прогнозируется сильное снижение рождаемости к 2100 году, — это в значительной степени страны, которые сейчас имеют очень высокую рождаемость, в основном это страны Африки южнее Сахары, где показатели впервые упадут ниже уровня воспроизводства населения — с 4,6 рождений на женщину в 2017 году до 1,7 к 2100 году. В Нигере, где коэффициент фертильности был самым высоким в мире в 2017 году (женщины рожали в среднем 7 детей), прогнозируется, что к 2100 году этот показатель снизится до 1,8.
По прогнозам к 2050 году в 151 стране, а к 2100 году уже в 183 из 195 стран мира, рождаемость упадет ниже уровня воспроизводства населения (2,1 рождения на одну женщину), необходимого для поддержания численности населения на одном уровне. Это означает, что в этих странах население будет сокращаться, если низкая рождаемость не будет компенсироваться иммиграцией. Многие из стран с наиболее быстро снижающимся населением будут находиться в Азии, а также в Центральной и Восточной Европе. Ожидается, что численность населения к 2100 году сократится как минимум наполовину в 23 странах мира, включая Японию (примерно с 128 миллионов человек в 2017 году до 60 миллионов в 2100 году), Таиланд (с 71 до 35 миллионов), Испанию (с 46 до 23 миллионов), Италию (с 61 до 31 миллиона), Португалию (с 11 до 5 миллионов) и Южную Корею (с 53 до 27 миллионов). Ожидается, что ещё в 34 странах произойдёт сокращение населения от 25 до 50 %, включая Китай. Население Китая сократится с 1,4 миллиарда человек в 2017 году до 732 миллионов в 2100 году. Тем временем население стран Африки южнее Сахары вырастет втрое с примерно 1,03 миллиарда в 2017 году до 3,07 миллиарда в 2100 году, по мере снижения смертности и увеличения числа женщин, вступающих в репродуктивный возраст. При этом только население одной Нигерии вырастет до 791 миллиона к 2100 году, что сделает её второй по населению страной в мире после Индии, где тогда будет проживать 1,09 миллиарда человек. Население Северной Африки и Ближнего Востока вырастет с 600 миллионов в 2017 году до 978 миллионов в 2100 году. Эти прогнозы предполагают лучшие условия для окружающей среды с меньшим давлением на системы производства продуктов питания и более низкими выбросами углерода, а также значительное увеличение экономически активного населения некоторых частей Африки к югу от Сахары. Однако в большинстве стран мира за пределами Африки будет наблюдаться сокращение рабочей силы и перевёрнутая пирамида населения, что будет иметь серьёзные долгосрочные негативные последствия для их экономик. В прогнозе сделан вывод, что для стран с высоким уровнем доходов и с низкой рождаемостью лучшими решениями для поддержания численности населения и экономического роста будут гибкая иммиграционная политика и социальная поддержка семей, которые хотят детей. Однако перед лицом сокращения численности населения существует реальная опасность того, что некоторые страны могут рассмотреть политику, ограничивающую доступ к услугам в области репродуктивного здоровья, с потенциально разрушительными последствиями. Совершенно необходимо, чтобы свобода и права женщин стояли на первом месте в повестке дня каждого правительства в области развития. Системы социальных услуг и здравоохранения необходимо будет перестроить, чтобы приспособить их к работе с гораздо большим количеством пожилых людей.
Согласно прогнозу, по мере снижения рождаемости и увеличения продолжительности жизни во всём мире количество детей в возрасте до 5 лет, по прогнозам, сократится на 41 % с 681 миллиона в 2017 году до 401 миллиона в 2100 году. К тому времени 2,37 миллиарда человек, то есть более четверти мирового населения, будет старше 65 лет и только 1,70 миллиарда человек моложе 20 лет. Число тех, кому за 80 лет, вырастет в шесть раз, с примерно 140 миллионов сегодня до 866 миллионов к концу XXI века. Аналогичным образом, глобальное соотношение людей старше 80 лет на каждого человека в возрасте 15 лет и младше, по прогнозам, вырастет с 0,16 в 2017 году до 1,50 в 2100 году. Кроме того, глобальное соотношение неработающих взрослых к работающим составляло около 0,8 в 2017 году, но, по прогнозам, увеличится до 1,16 в 2100 году, если участие в рабочей силе по возрасту и полу не изменится. Резкое сокращение численности и доли населения трудоспособного возраста также создаст огромные проблемы для многих стран мира. Экономикам стран будет сложнее расти с меньшим количеством рабочих и налогоплательщиков, а также создавать богатство, увеличивать расходы на социальную поддержку и медицинское обслуживание пожилых людей Например, число людей трудоспособного возраста в Китае резко сократится с 950 миллионов в 2017 году до 357 миллионов в 2100 (сокращение на 62 %). Прогнозируется, что спад в Индии будет менее резким — с 762 до 578 миллионов. Напротив, страны Африки южнее Сахары, вероятно, будут иметь самую молодую и соответственно самую экономически активную рабочую силу на планете Земля. В Нигерии, например, экономически активная рабочая сила увеличится с 86 миллионов в 2017 году до 458 миллионов в 2100 году, что, при правильном управлении, будет способствовать быстрому экономическому росту Нигерии и повышению уровня жизни её населения.
Эти «тектонические» сдвиги также изменят иерархию с точки зрения экономического влияния. По прогнозу, к 2050 году ВВП Китая превысит ВВП Соединённых Штатов, но к 2100 году он вернётся на второе место, так как ожидается, что США вернут себе первое место к 2098 году, если иммиграция продолжит поддерживать рост рабочей силы США. ВВП Индии вырастет и займёт третье место, а Франция, Германия, Япония и Великобритания останутся в числе 10 крупнейших экономик мира. По прогнозам, Бразилия опустится в рейтинге с 8-го на 13-е, а Россия — с 10-го на 14-е место. Тем временем Италия и Испания опустятся в рейтинге с 15-го на 25-е и 28-е места соответственно. Индонезия может стать 12-й по величине экономикой в мире, в то время как Нигерия, которая в настоящее время занимает 28-е место, по прогнозам, войдёт в первую десятку стран мира по ВВП.
По данным прогноза также предполагается, что сокращение численности населения может быть компенсировано иммиграцией, поскольку страны, которые продвигают либеральную иммиграцию, могут лучше поддерживать размер своего населения и экономический рост даже в условиях снижения уровня рождаемости. По данным прогноза, некоторые страны с рождаемостью ниже уровня воспроизводства населения, такие как США, Австралия и Канада, вероятно, сохранят своё экономически активное население трудоспособного возраста за счёт чистой иммиграции. Хотя в прогнозе отмечается, что существует значительная неопределённость в отношении этих будущих тенденций. Авторы прогноза отмечают некоторые важные ограничения, в том числе то, что, хотя в исследовании используются наилучшие доступные данные, прогнозы ограничиваются количеством и качеством данных за прошлые эпохи. Они также отмечают, что прошлые тенденции не всегда позволяют предсказать, что произойдёт в будущем, и что некоторые факторы, не включённые в модель, могут изменить темпы рождаемости, смертности или миграции. Например, пандемия COVID-19 затронула местные и национальные системы здравоохранения по всему миру и вызвала множество смертей. Однако авторы прогноза полагают, что увеличение количества смертей, вызванных пандемией, вряд ли существенно повлияет на долгосрочные тенденции прогнозирования численности населения мира. В конечном итоге, если прогноз окажется хотя бы наполовину точным, миграция со временем станет необходимостью для всех стран мира, а не вариантом, так как распределение населения трудоспособного возраста будет иметь решающее значение для того, будет ли человечество процветать или увядать.

## Критика
Необходимо помнить, что демографический переход — это всего лишь модель, которая не обязательно может предсказывать будущее. Тем не менее она даёт представление о том, какими могут в будущем быть уровни смертности и рождаемости развивающейся страны, а также общая численность населения. Главный её недостаток заключается в том, что модель демографического перехода никак не комментирует изменения численности населения, вызванные миграцией. Она неприменима к высокоразвитым странам, поскольку было показано, что после достижения индекса человеческого развития 0,9 рождаемость снова возрастает. Впрочем, это сложный и неоднозначный процесс, связанный далеко не только с ростом ИРЧП, большое значение имеет также, например, социальная политика в области семьи и рождаемости.
Пример Японии противоречит теории демографического перехода, согласно которой рождаемость проходит эволюцию от традиционно высокого уровня через постепенное снижение до низкого уровня в высокоразвитых странах. В Японии же наоборот произошёл переход от низкой рождаемости в 18 веке через постепенное повышение в первой половине 19 века к высокой рождаемости в эпоху Мэйдзи с историческим пиком в 1920-х годах и только потом последующим падением после 1920-х годов.

## Возрастно-половые пирамиды, характерные для различных этапов демографического перехода

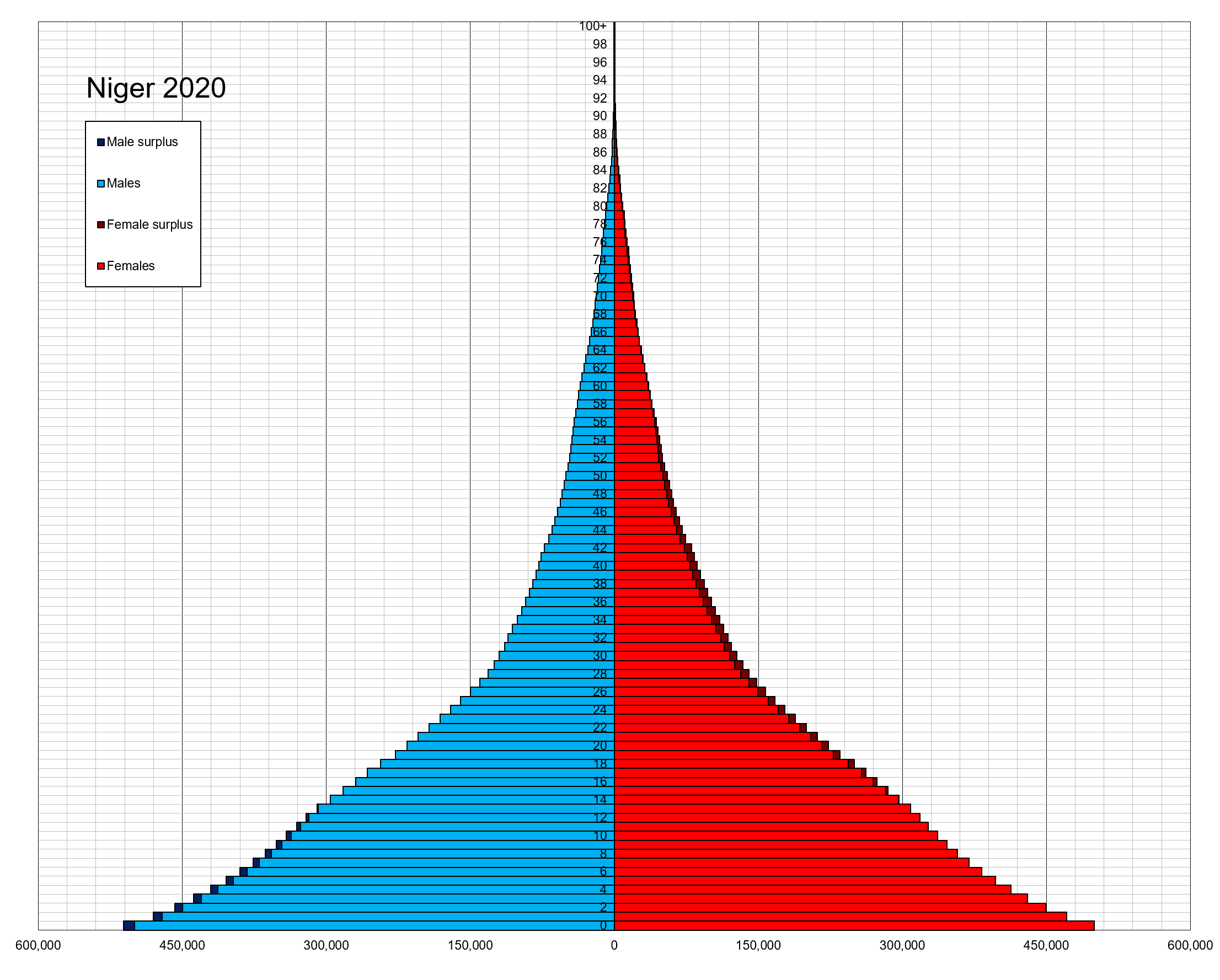
Возрастно-половая пирамида населения Нигера в 2020 году (этап 1 демографического перехода)
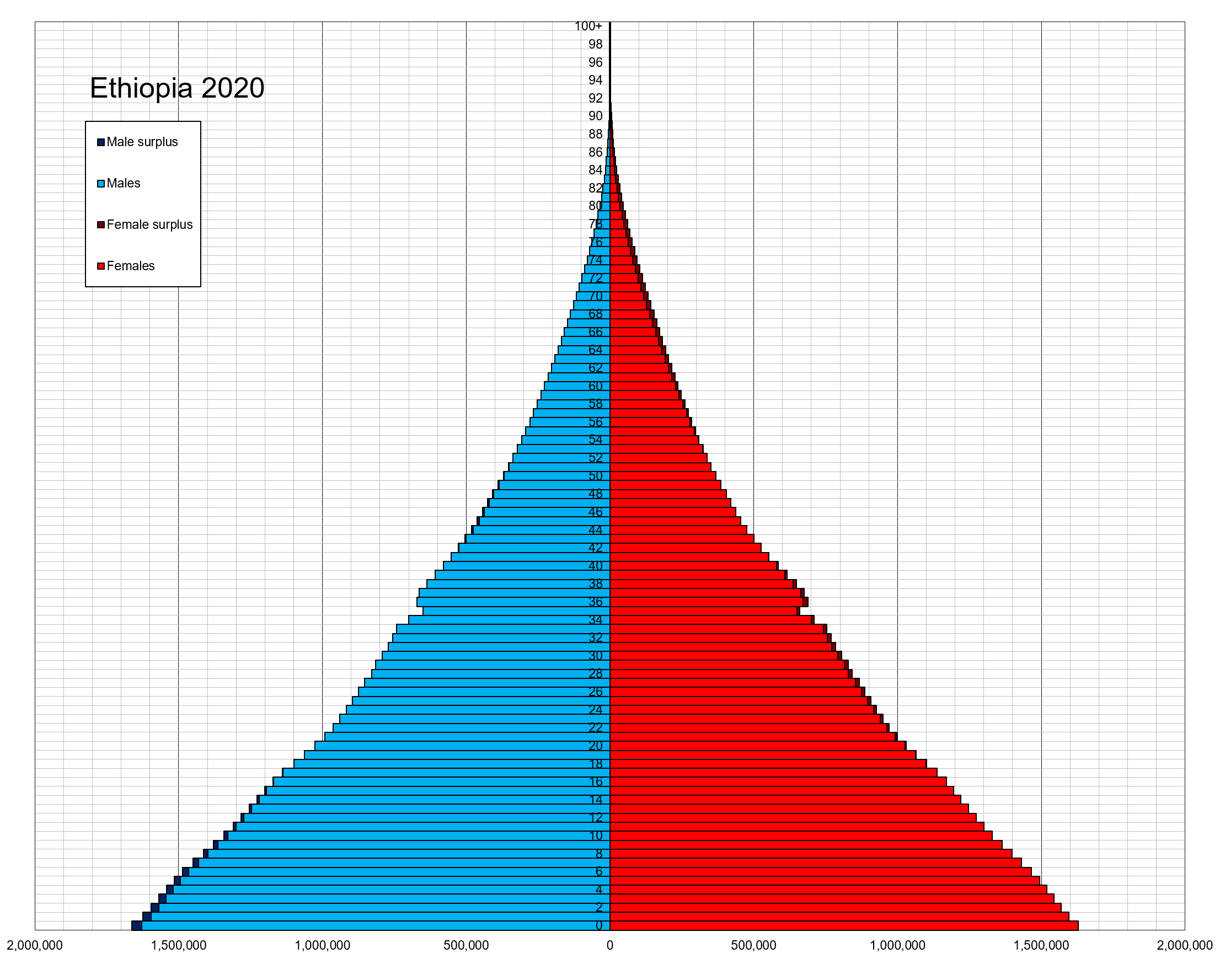
Возрастно-половая пирамида населения Эфиопии в 2020 году (этап 2)
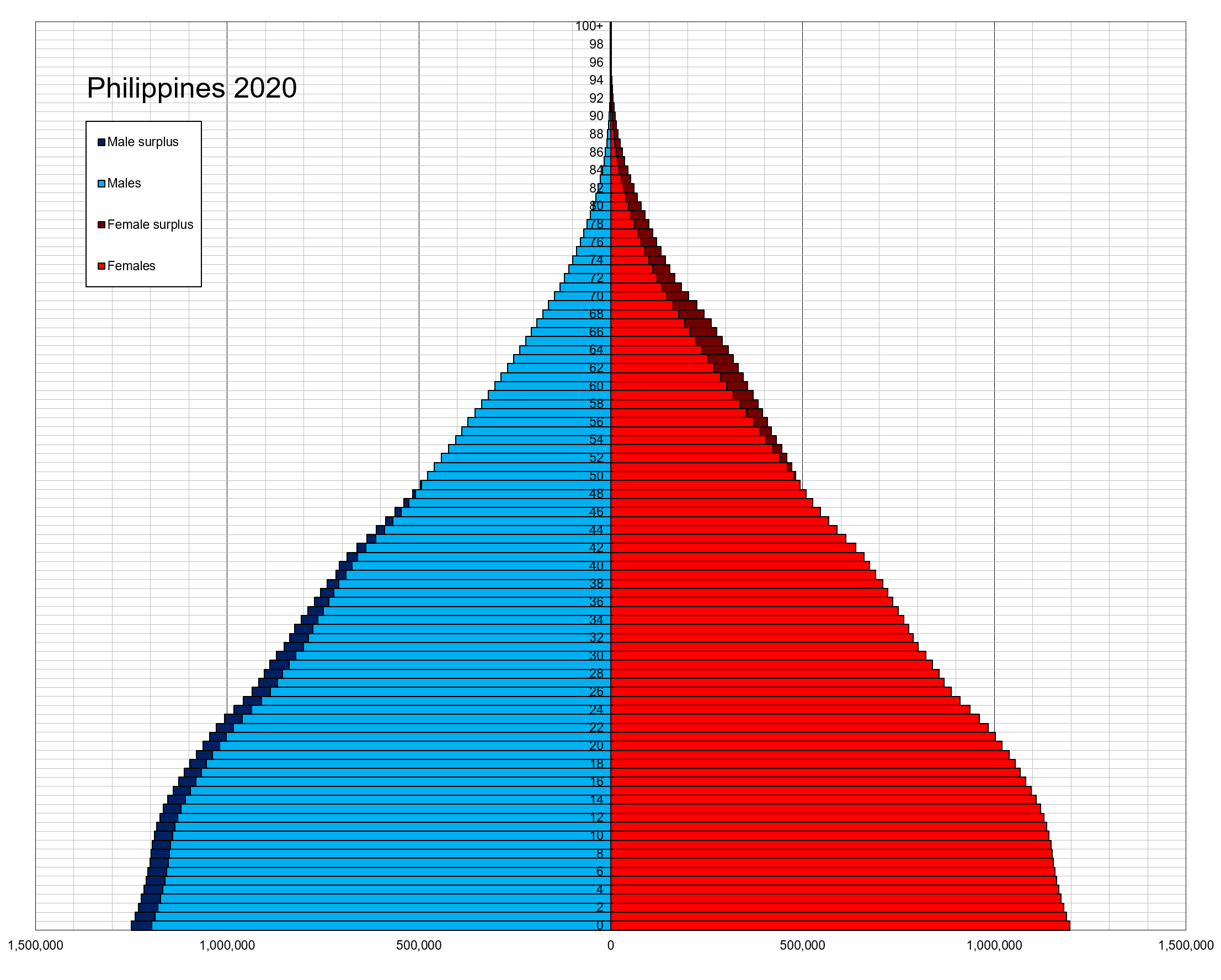
Возрастно-половая пирамида населения Филиппин в 2020 году (этап 3)
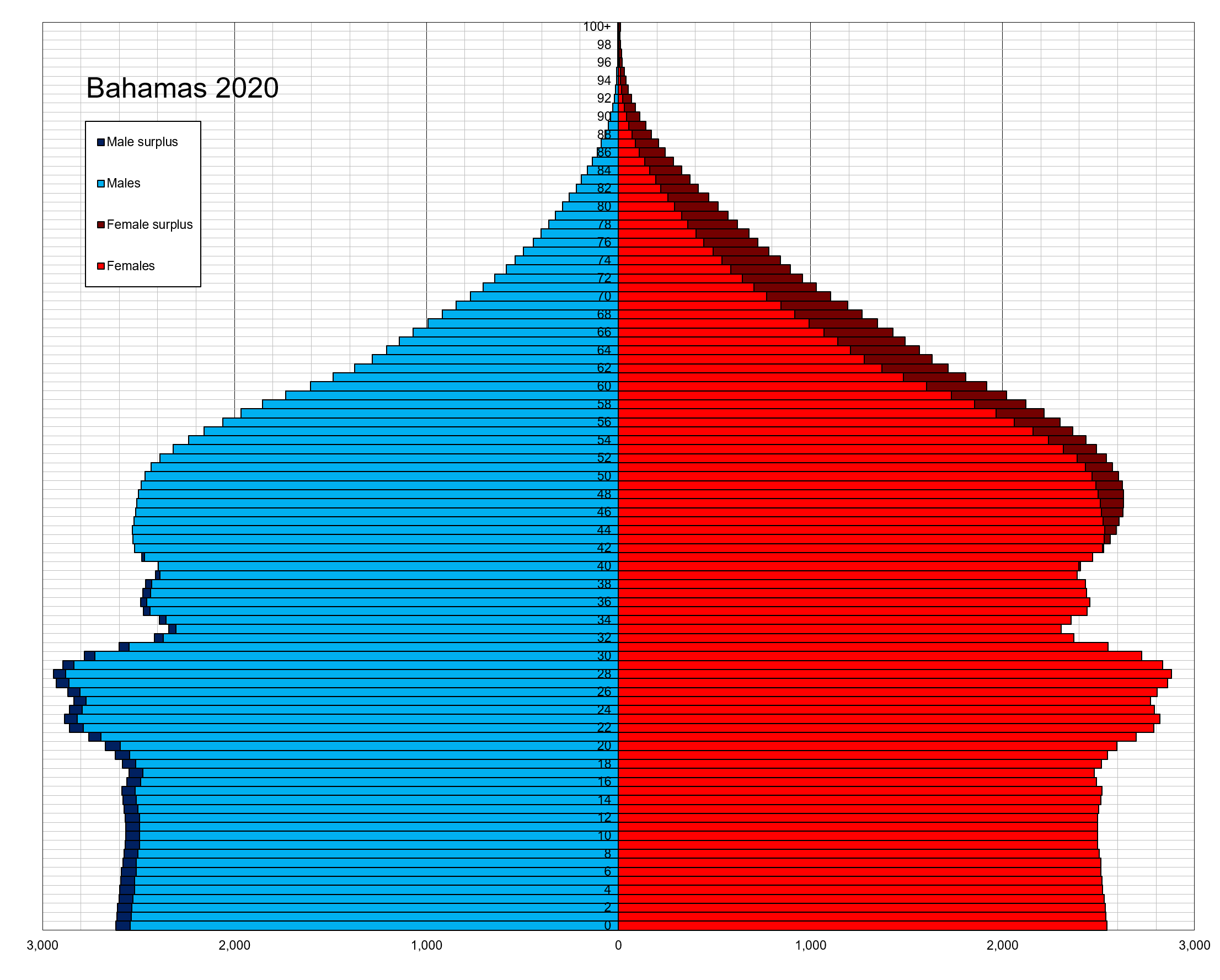
Возрастно-половая пирамида населения Багамских Островов в 2020 году (этап 3)
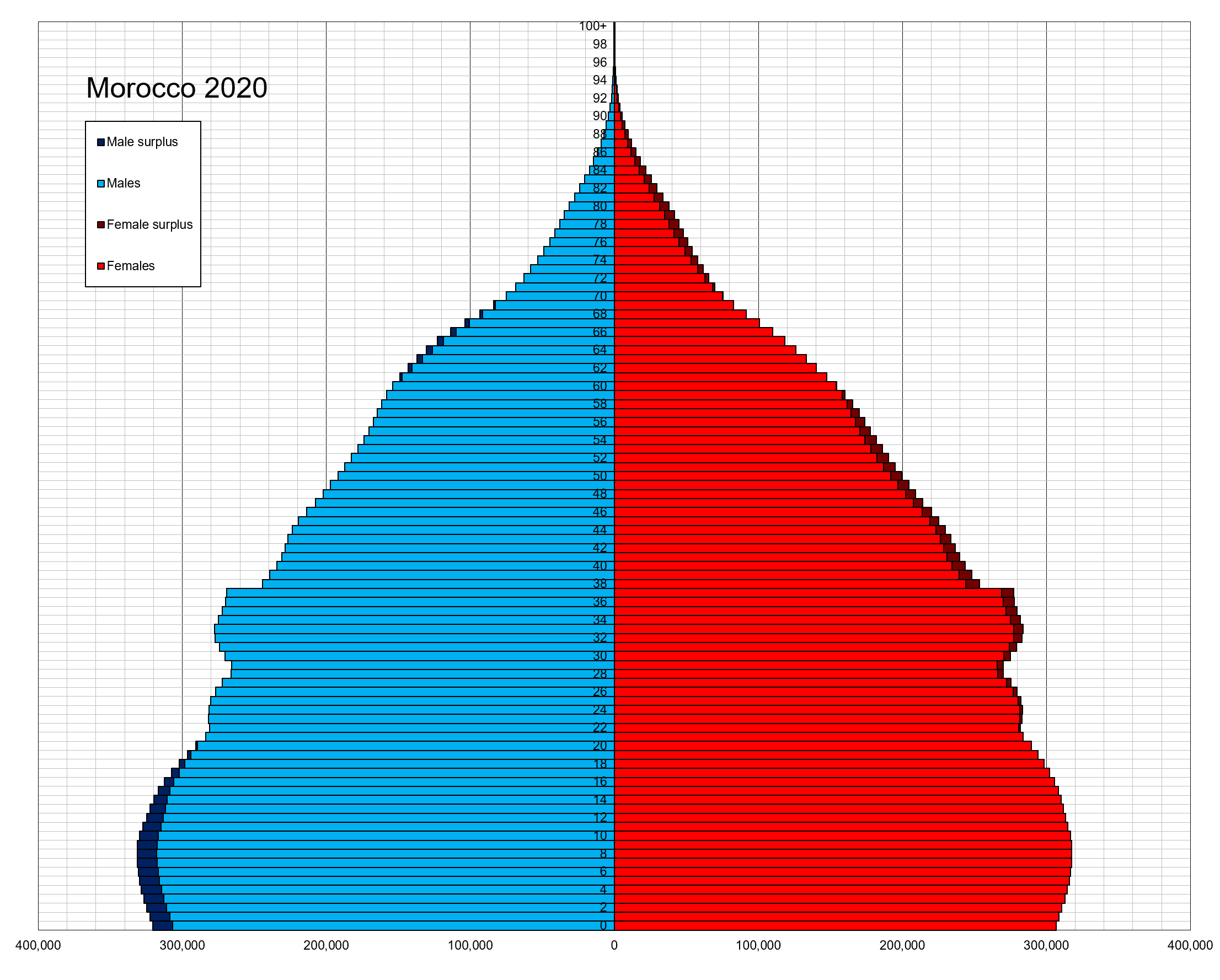
Возрастно-половая пирамида населения Марокко в 2020 году (этап 4 или 5)
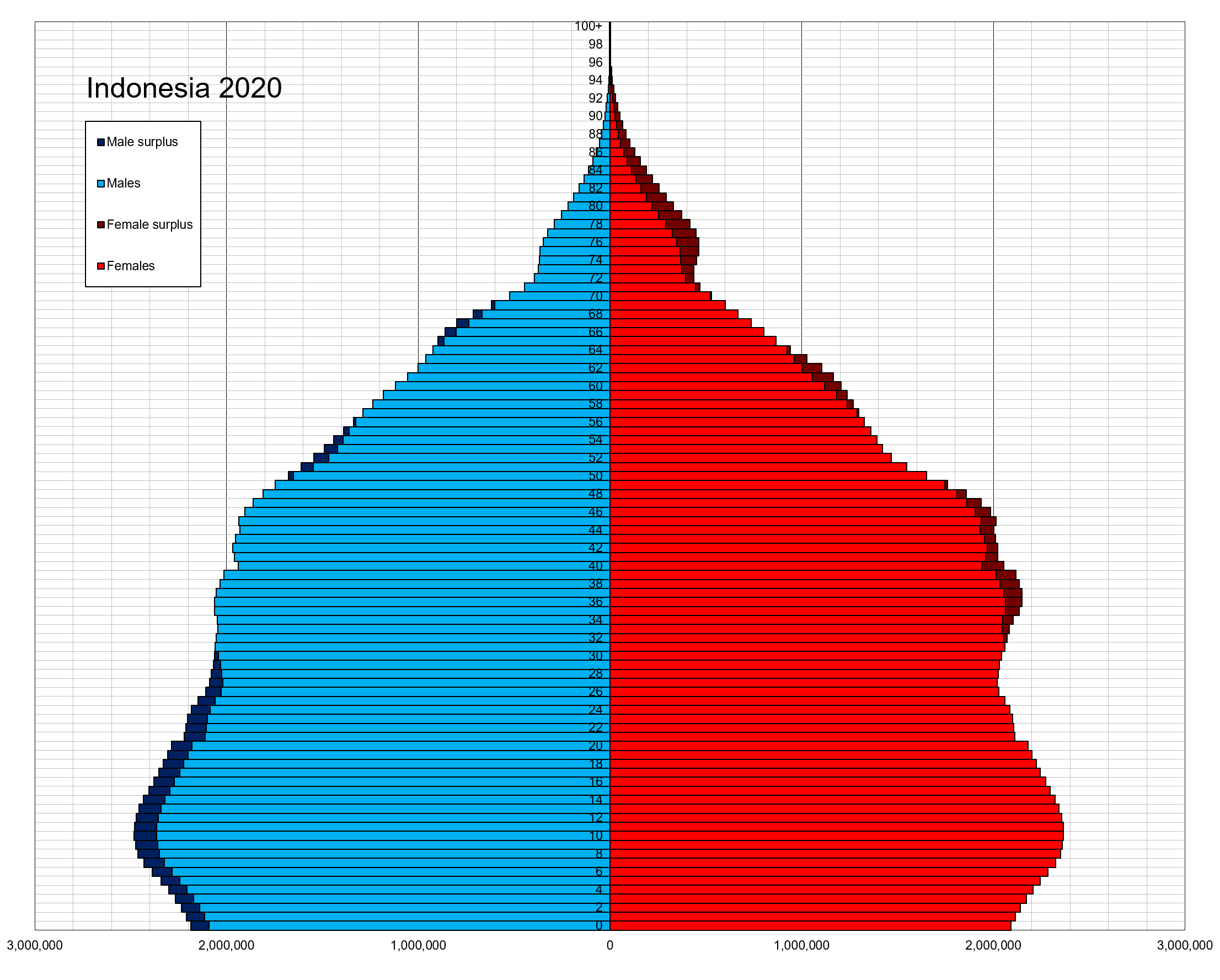
Возрастно-половая пирамида населения Индонезии в 2020 году (этап 4 или 5)
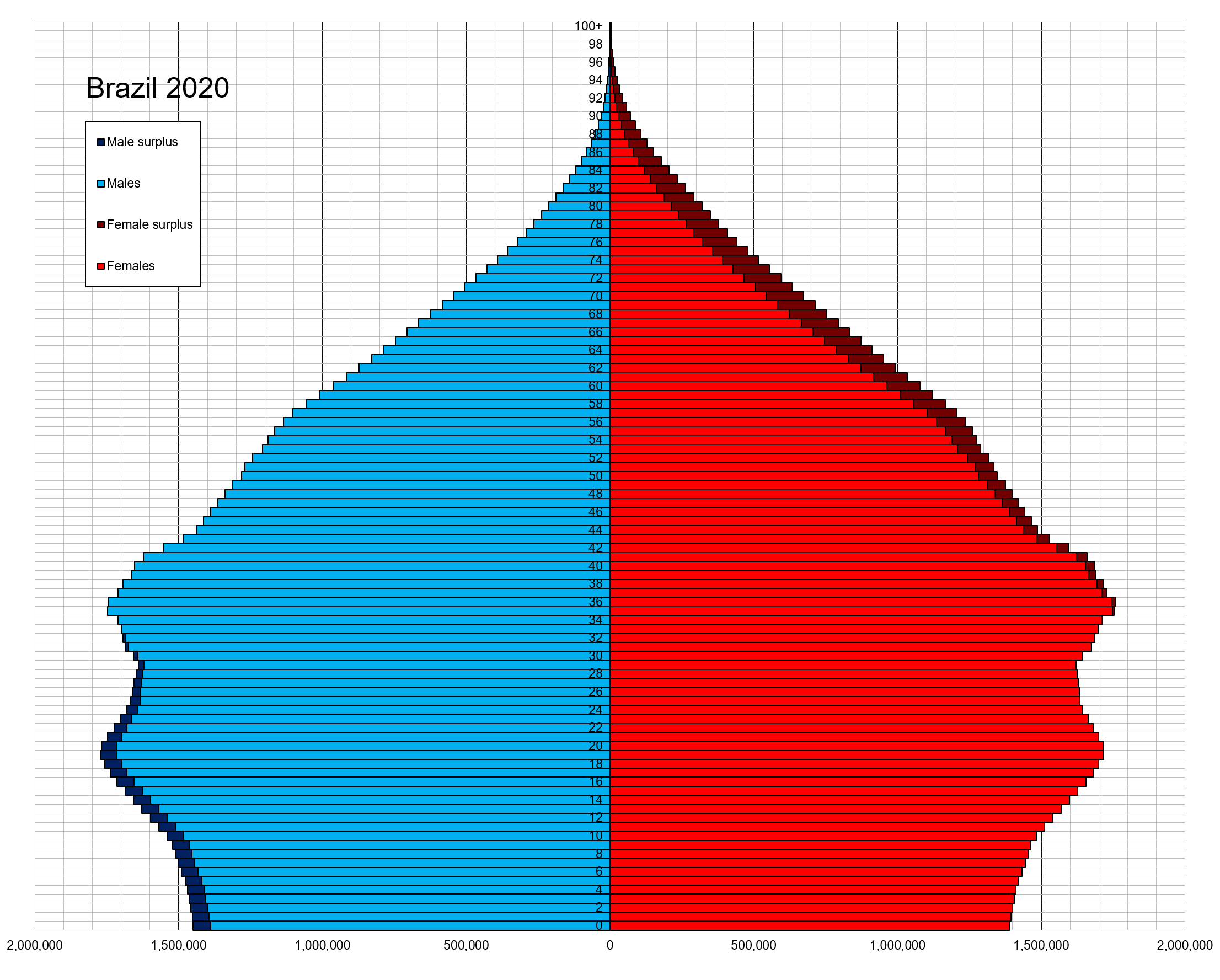
Возрастно-половая пирамида населения Бразилии в 2020 году (этап 4 или 5)
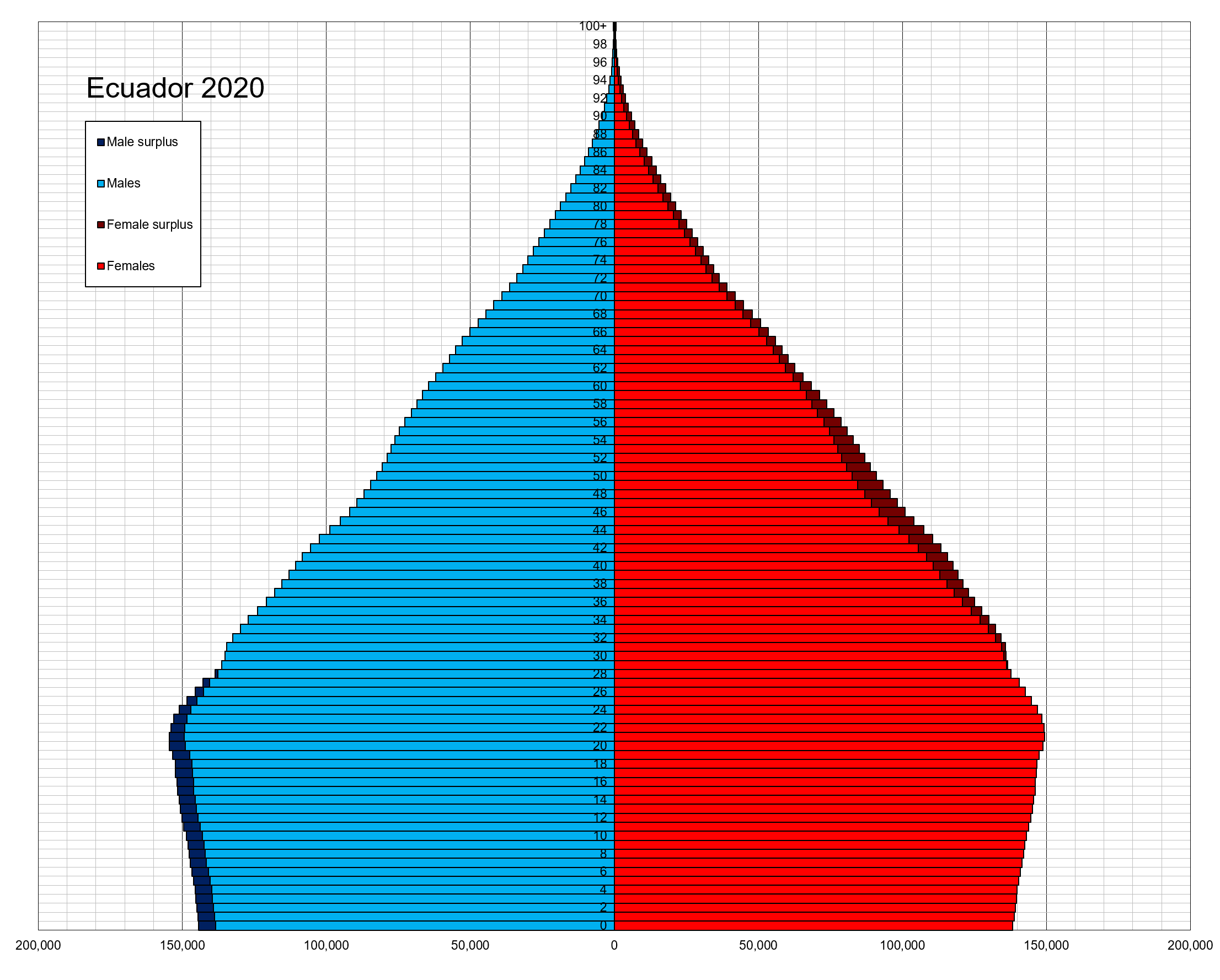
Возрастно-половая пирамида населения Эквадора в 2020 году (этап 4 или 5)
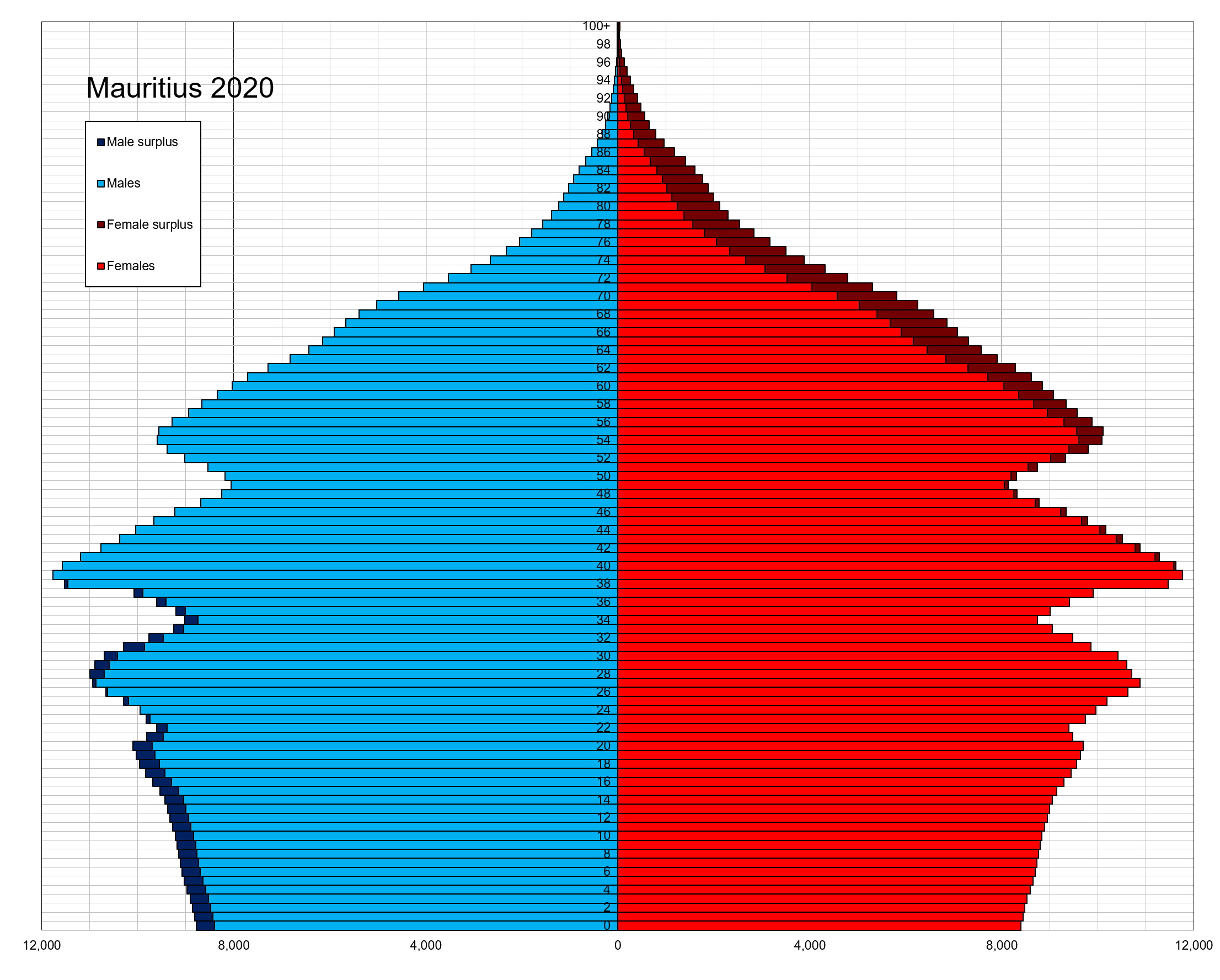
Возрастно-половая пирамида населения Маврикия в 2020 году (этап 4 или 5)
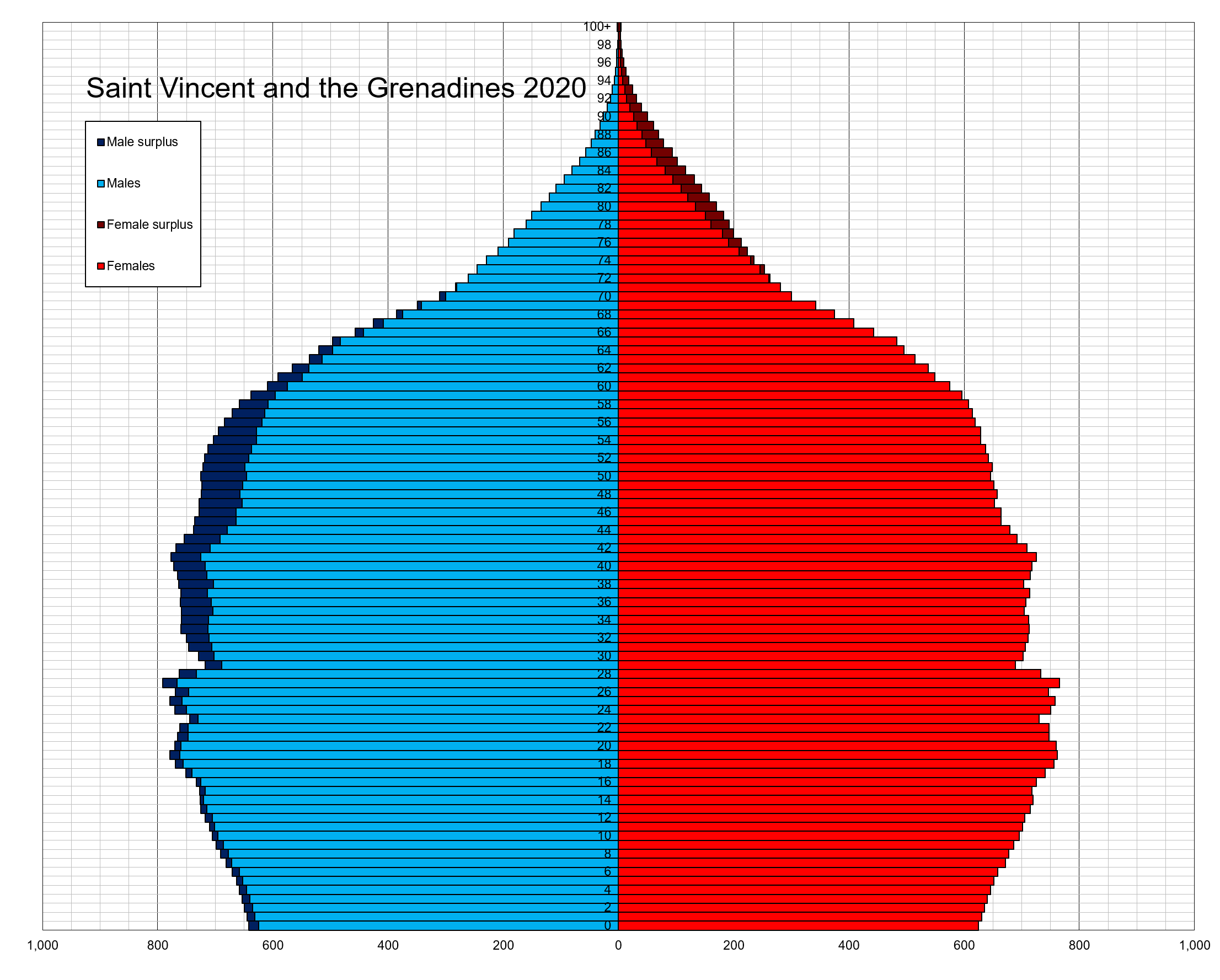
Возрастно-половая пирамида населения Сент-Винсент и Гренадины в 2020 году (этап 4 или 5)
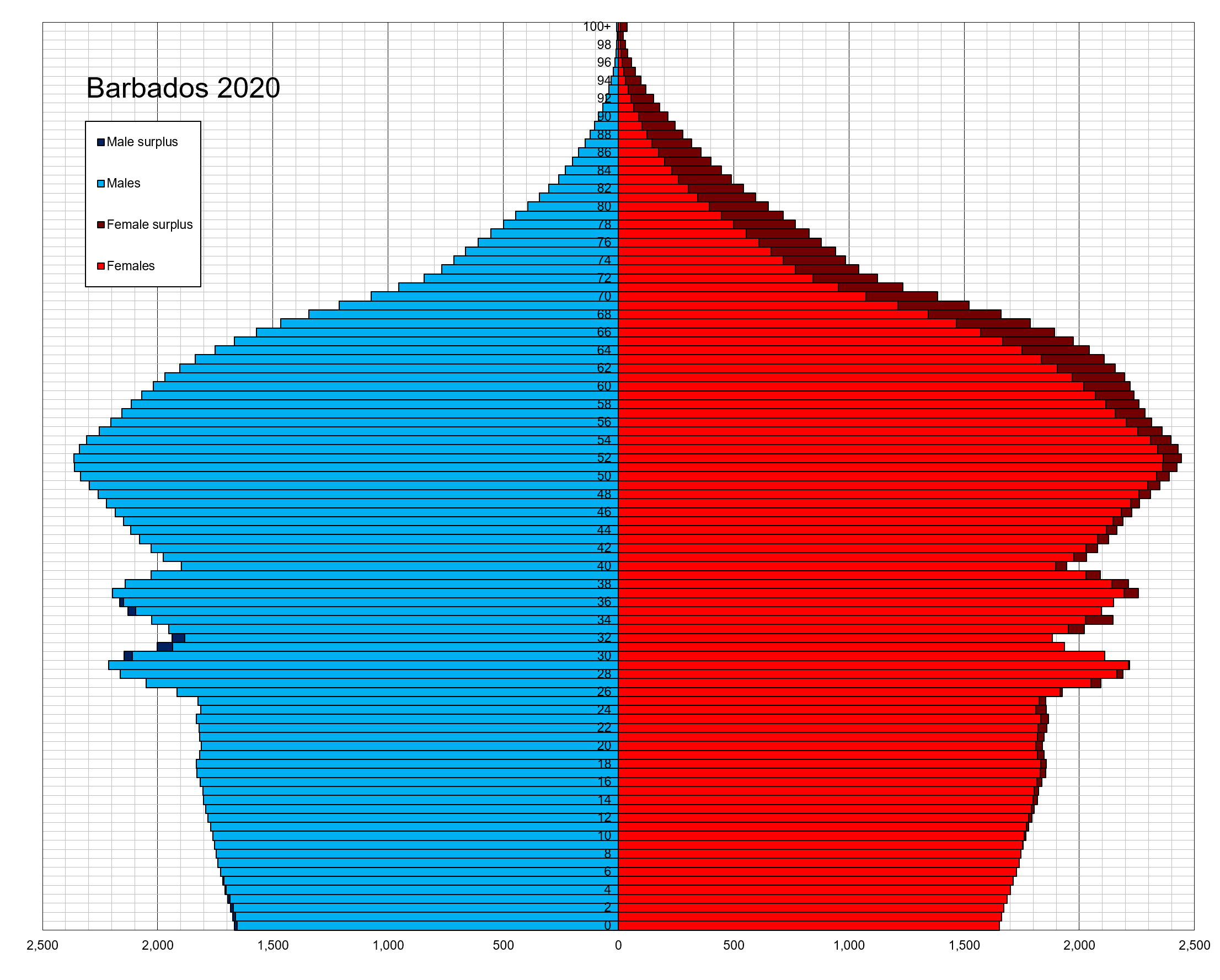
Возрастно-половая пирамида населения Барбадоса в 2020 году (этап 4 или 5)
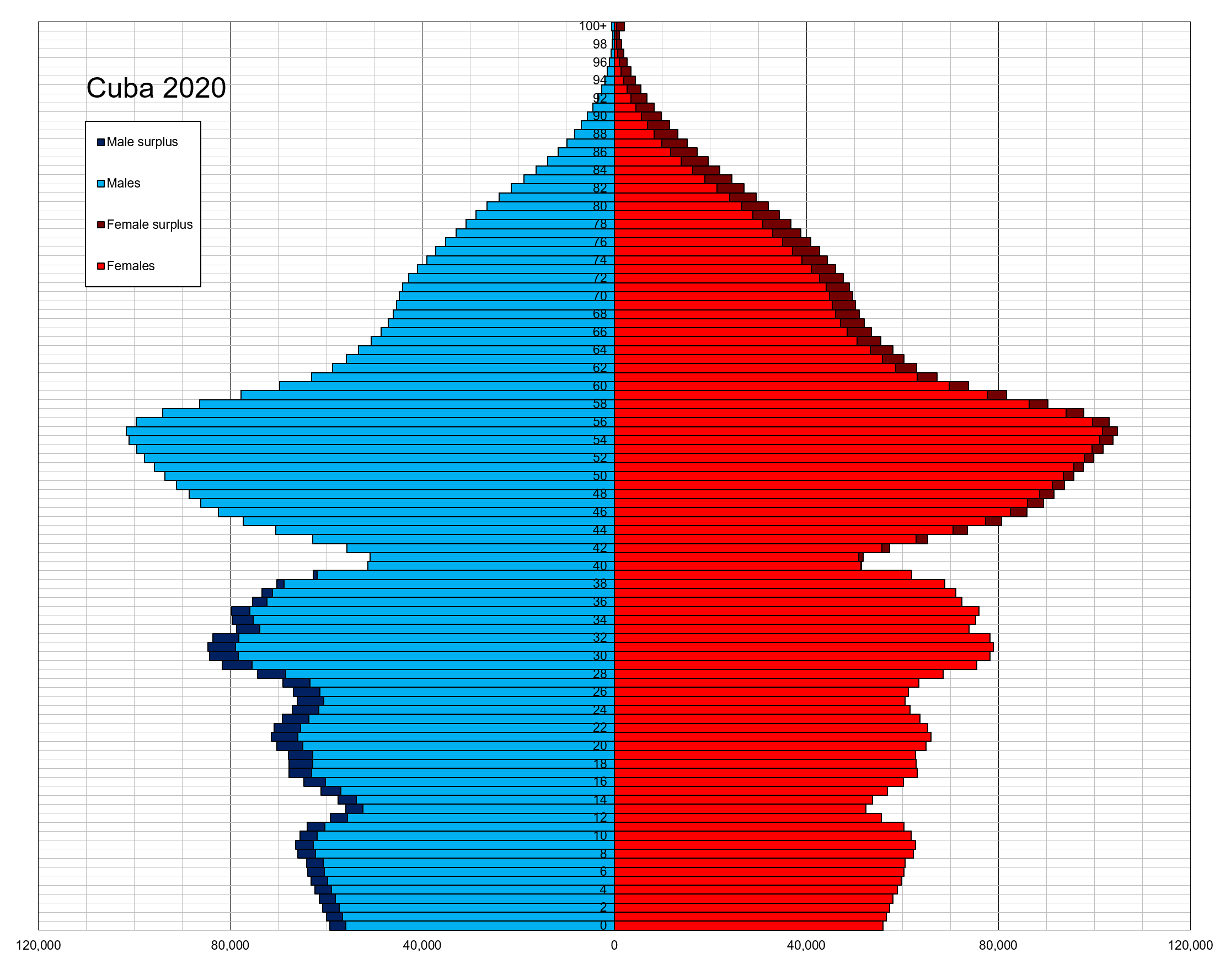
Возрастно-половая пирамида населения Кубы в 2020 году (этап 4 или 5)
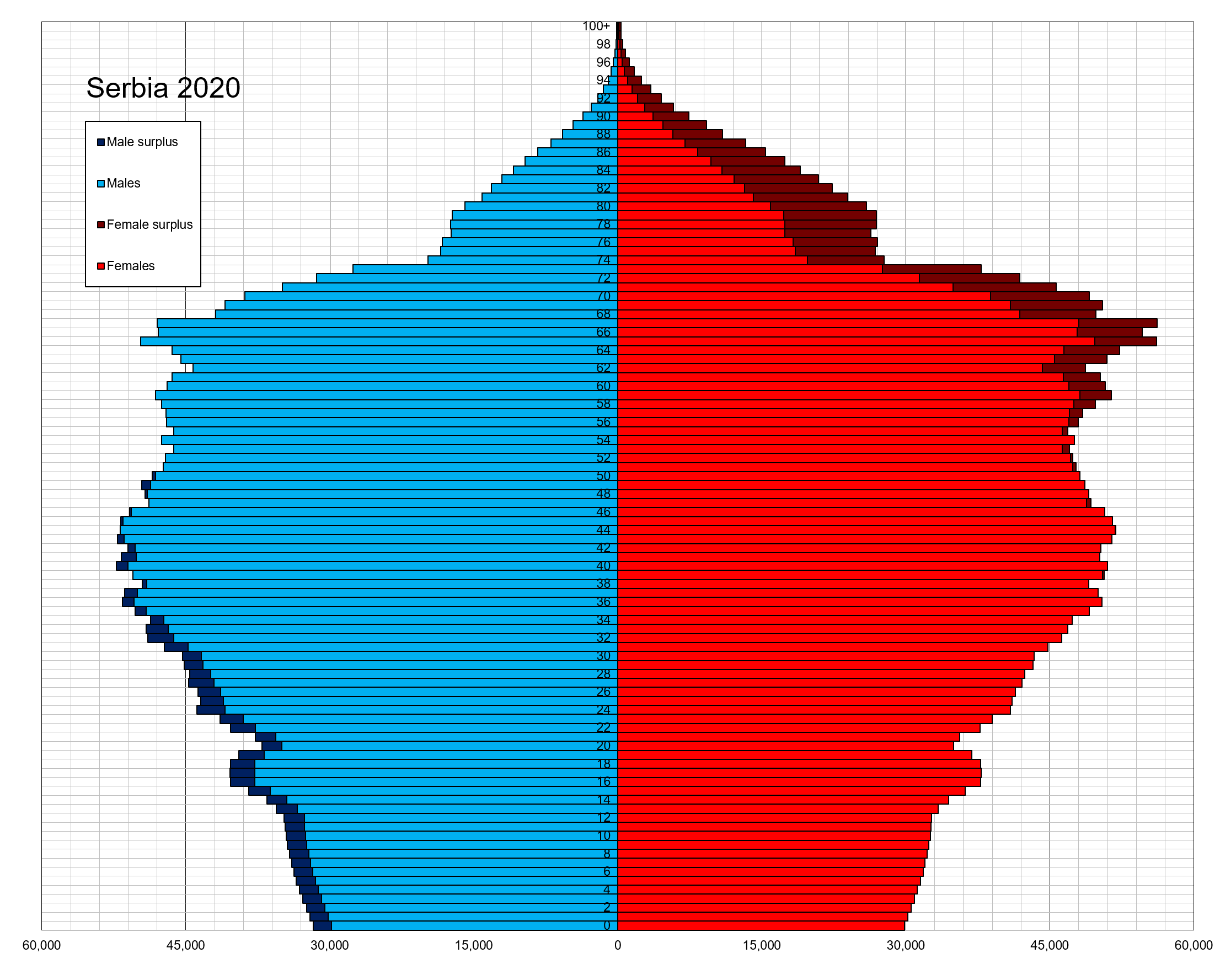
Возрастно-половая пирамида населения Сербии в 2020 году (этап 4 или 5)
Возрастно-половая пирамида населения Швейцарии в 2019 году (этап 4 или 5). Население швейцарского происхождения изображено в цвете, иностранного — серым цветом
Возрастно-половая пирамида населения Италии в 2022 году (этап 4 или 5)
Возрастно-половая пирамида населения Гонконга в 2020 году (этап 4 или 5)
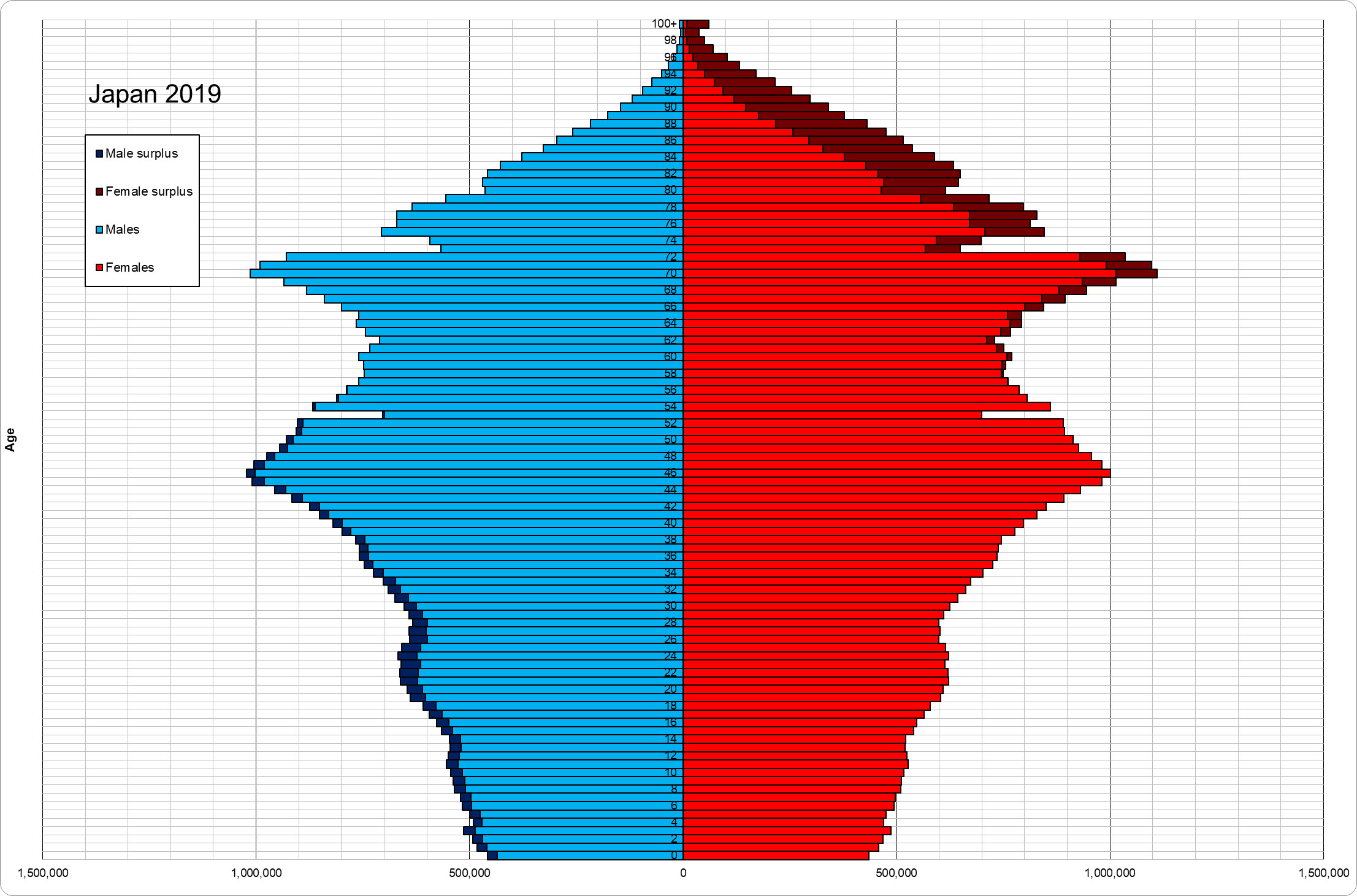
Возрастно-половая пирамида населения Японии в 2019 году (этап 4 или 5). Японская нация — самая престарелая нация в мире